# Расселение народов России по субъектам РФ
В таблицах представлены народы с народностями России и их расселение по субъектам РФ с численностью (в скобках — в виде процентной доли народа в субъекте РФ от численности народа в целом в стране по данным переписей населения 2020-2021, 2010 и 2002 годов по ответам о национальной принадлежности). Со временем становятся очевидными особенности распределения, например, татар, из общей их численности в России лишь более 44 % (в 2021 году, в 2010 году — 38 %, в 2002 году — 36 %) проживают в Татарстане, а остальные расселены по другим регионам, в том числе в Башкортостане — пятая часть от татар России (21 % в 2021 году, 19 % в 2010 году и 18 % в 2002 году).

## Расселение народов России по субъектам РФ (на 2021 год)
| №   | Национальная принадлежность                      | в том числе | Численность чел. | %       | Основные регионы расселения — численность народа в субъекте РФ (% от общей численности народа в России) |
| --- | ------------------------------------------------ | --- | ---------------- | ------- | --- |
| 1   | Русские                                          | казаки, поморы | 105 579 179      | 80,849  | все субъекты РФ (Москва — 9 074 375 чел. (8,6 % от общей численности русских в РФ); Московская область — 6 873 903 чел. (6,5 %); Краснодарский край — 5 121 482 чел. (4,9 %); С-Петербург — 4 275 058 чел. (4,0 %); Ростовская область — 3 606 327 чел. (3,4 %); Свердловская область — 3 602 400 чел. (3,4 %), Самарская область — 2 659 734 чел. (2,5 %), Челябинская область — 2 526 414 чел.(2,4 %), Нижегородская область — 2 448 926 чел. (2,3 %) и т. д.) |
| 2   | Татары                                           | кряшены, мишари, сибирские татары, астраханские татары | 4 713 669        | 3,610   | Татарстан — 2 091 175 чел. (44,4 % от татар в РФ); Башкортостан — 974 533 чел. (20,7 %); Челябинская область — 120 242 чел. (2,6 %), Оренбургская область — 116 605 чел. (2,5 %); Ульяновская область — 111 365 чел. (2,4 %); Тюменская область без АО — 96 592 чел. (2,0 %), Самарская область — 94 452 чел. (2,0 %); Свердловская область — 93 516 чел. (2,0 %); Пермский край — 92 472 чел. (2,0 %); Москва — 84 373 чел. (1,8 %); ХМАО — 79 727 чел. (1,7 %); Пензенская область — 74083 чел. (1,6 %); Удмуртия — 67964 чел. (1,4 %); Астраханская область — 48313 чел. ( %) и т. д. |
| 3   | Чеченцы                                          | чеченцы-аккинцы | 1 674 854        | 1,283   | Чечня — 1 456 792 чел. (87,0 %); Дагестан — 99 320 чел. (5,9 %); Ростовская область — 14316 чел. (0,9 %); Ставропольский край — 13779 чел. (0,8 %); Ингушетия — 12240 чел. (0,7 %); Москва — 11491 чел. (0,7 %) |
| 4   | Башкиры                                          | | 1 571 879        | 1,204   | Башкортостан — 1 268 806 чел. (80,7 %); Челябинская область — 128 071 чел. (8,1 %); Оренбургская область — 36181 чел. (2,3 %); ХМАО — 29717 чел. (1,9 %); Свердловская область — 17286 чел. (1,1 %); Пермский край — 16105 чел. (1,0 %) |
| 5   | Чуваши                                           | | 1 067 139        | 0,817   | Чувашия — 684 930 чел. (64,2 %); Татарстан — 90474 чел. (8,5 %); Башкортостан — 79950 чел. (7,5 %); Ульяновская область — 58206 чел. (5,5 %); Самарская область — 46222 чел. (4,3 %) |
| 6   | Аварцы                                           | андийцы, дидойцы (цезы) и другие андо-цезские народности и арчинцы | 1 012 074        | 0,775   | Дагестан — 956 831 чел. (94,5 %); Ставропольский край — 10288 чел. (1,0 %); Москва — 4320 чел. (0,4 %) |
| 7   | Армяне                                           | черкесогаи | 946 172          | 0,725   | Краснодарский край — 211 132 чел. (22,3 %); Ставропольский край — 135 384 чел. (14,3 %); Ростовская область — 86265 чел. (9,2 %); Московская область — 70199 чел. (7,4 %); Москва — 68018 чел. (7,2 %) и т. д. |
| 8   | Украинцы                                         | | 884 007          | 0,677   | Крым — 145852 чел. (16,5 %); Москва — 58788 чел. (6,7 %); Московская область — 54224 чел. (6,1 %); ХМАО — 41596 чел. (4,7 %), С-Петербург — 29353 чел. (3,3 %); Краснодарский край — 29317 чел. (3,3 %); Ростовская область — 26000 чел. (2,9 %); Севастополь — 25308 чел. (2,9 %); ЯНАО —18234 чел. (2,1 %); Омская область — 18058 чел. (2,0 %); Челябинская область — 17154 чел. (1,9 %); Оренбургская область — 16639 чел. (1,9 %); Белгородская область — 15481 чел. (1,8 %); Башкортостан — 14876 чел. (1,7 %); Самарская область — 14292 чел. (1,6 %); Свердловская область — 13337 чел. (1,5 %); Воронежская область — 13260 чел. (1,5 %); Саратовская область — 12254 чел. (1,4 %); Приморский край — 11337 чел. (1,3 %); Тюменская область — 10953 чел. (1,2 %); Алтайский край — 10614 чел. (1,2 %) и т.д. |
| 9   | Даргинцы                                         | кайтагцы, кубачинцы | 626 601          | 0,480   | Дагестан — 521 381 чел. (83,2 %); Ставропольский край — 58785 чел. (9,4 %); Ростовская область — 9397 чел. (1,5 %); Калмыкия — 7205 чел. (1,1 %); Астраханская область — 4255 чел. (0,7 %) |
| 10  | Казахи                                           | | 591 970          | 0,453   | Астраханская область — 143717 чел. (24,3 %); Оренбургская область — 107734 чел. (18,2 %); Омская область — 69407 чел. (11,7 %); Саратовская область — 76 007 чел. (11,7 %); Волгоградская область — 46 223 чел. (7,1 %); Челябинская область — 35 297 (5,4 %) |
| 11  | Кумыки                                           | | 565 830          | 0,433   | Дагестан — 496 455 чел. (76,3 %); Северная Осетия-Алания — 18 054 чел. (3,2 %); ХМАО — 13 669 чел. (2,4 %); Чечня — 12 184 чел. (2,2%); Ставропольский край — 5213 чел. (0,9 %); ЯНАО — 4838 чел. (0,9 %) |
| 12  | Кабардинцы                                       | | 523 404          | 0,401   | Кабардино-Балкария — 502 615 чел. (96,0%); Ставропольский край — 7077 чел. (1,4 %); Москва — 2314 чел. (0,4 %) |
| 13  | Ингуши                                           | | 517 186          | 0,396   | Ингушетия — 473 440 чел. (91,5 %); Северная Осетия-Алания — 24 285 чел. (4,7 %); Москва — 2850 чел. (0,6 %), Ставропольский край — 1424 чел. (0,3 %); Чечня — 1100 чел. (0,2 %) |
| 14  | Лезгины                                          | | 488 608          | 0,374   | Дагестан — 416 963 чел. (85,3 %); ХМАО — 15268 чел. (3,1 %); Ставропольский край — 7031 чел. (1,4 %), Московская область — 4222 чел. (1,4 %), Москва — 3874 чел. (0,8 %); Астраханская область — 3607 чел. (0,7 %); Саратовская область — 3371 чел. (0,7 %); Краснодарский край — 2975 чел. (0,6 %); Санкт-Петербург — 2728 чел. (0,6 %); Ростовская область — 2372 чел. (0,5 %); Красноярский край — 2206 чел. (0,5 %) |
| 15  | Осетины                                          | дигорон (дигорцы), ирон (иронцы) | 485 646          | 0,372   | Северная Осетия-Алания — 439 949 чел. (90,6 %); Кабардино-Балкария — 6877 чел. (1,4 %); Москва — 6797 чел. (1,4 %); Ставропольский край — 5149 чел. (1,1 %); Московская область — 2971 чел. (0,6 %); Краснодарский край — 2911 чел. (0,6 %); Карачаево-Черкесия — 2511 чел. (0,5 %) |
| 16  | Мордва                                           | мордва-мокша, мордва-эрзя | 484 450          | 0,371   | Мордовия — 290 750 чел. (60,0 %); Самарская область — 29659 чел. (6,1 %); Пензенская область — 28361 чел. (5,6 %); Ульяновская область — 22437 чел. (4,6 %); Оренбургская область — 18300 чел. (3,8 %); Татарстан — 12065 чел. (2,5 %); Башкортостан — 10970 чел. (2,3 %) |
| 17  | Якуты                                            | | 478 409          | 0,366   | Якутия (Саха) — 469 348 чел. (98,1 %); Красноярский край — 1236 чел. (0,3 %); Москва — 1088 чел. (0,2 %); Хабаровский край — 987 чел. (0,2 %) |
| 18  | Азербайджанцы                                    | | 474 576          | 0,363   | Дагестан — 116 907 чел. (24,6 %); Москва — 37259 чел. (7,9 %); ХМАО — 21259 чел. (4,5 %); Московская область — 21258 чел. (4,5 %) ; С-Петербург — 16406 чел. (3,5 %); Ставропольский край — 13996 чел. (2,9 %); Саратовская область — 12362 чел. (2,6 %); Ростовская область — 12083 чел. (2,5 %); Красноярский край — 11658 чел. (2,5 %); Самарская область — 10596 чел. (2,2 %); Свердловская область — 10217 чел. (2,2 %) и т. д. |
| 19  | Буряты                                           | | 460 053          | 0,352   | Бурятия — 295 273 чел. (64,2 %); Иркутская область — 74746 чел. (16,2 %); Забайкальский край — 65590 чел. (14,3 %); Якутия (Саха) — 6572 чел. (1,4 %) |
| 20  | Марийцы                                          | горные марийцы, лугово-восточные марийцы | 423 803          | 0,325   | Марий Эл — 246 560 чел. (58,2 %); Башкортостан — 84988 чел. (20,0 %); Кировская область — 18766 чел. (4,4 %); Татарстан — 15666 чел. (3,7 %); Свердловская область — 13995 чел. (3,3 %) и т.д. |
| 21  | Удмурты                                          | | 386 465          | 0,296   | Удмуртия — 299 874 чел. (77,6 %); Татарстан — 21327 чел. (5,5 %); Башкортостан — 17149 чел. (4,4 %); Пермский край — 11808 чел. (3,1 %); Кировская область — 7698 чел. (2,0 %); Свердловская область — 6108 чел. (1,6 %) |
| 22  | Таджики                                          | | 350 236          | 0,268   | Московская область — 37741 чел. (10,8 %); Москва — 22783 чел. (6,5 %); Свердловская область — 21803 чел. (6,2 %); ХМАО — 21791 чел. (6,2 %); Калужская область — 18715 чел. (5,3 %); Красноярский край — 12968 чел. (3,7 %); Самарская область — 12844 чел. (3,7 %); Татарстан — 12541 чел. (3,6 %); Челябинская область — 12308 чел. (3,6 %); С-Петербург — 9573 чел. (2,7 %); Новосибирская область — 9192 чел. (2,6 %); Башкортостан — 8073 чел. (2,3 %); Кемеровская область — 8070 чел. (2,3 %); Тверская область — 7237 чел. (2,1 %); Иркутская область — 7092 чел. (2,0 %); Тюменская область — 6027 чел. (1,7 %); Алтайский край — 5230 чел. (1,5 %) и т. д. |
| 23  | Узбеки                                           | | 323 278          | 0,248   | Московская область — 39656 чел. (12,3 %); Москва — 29526 чел. (9,1 %); Татарстан — 14970 чел. (4,6 %); Самарская область — 13048 чел. (4,0 %); ХМАО — 12361 чел. (3,8 %); С-Петербург — 12181 чел. (3,8 %); Башкортостан — 10148 чел. (3,1 %); Свердловская область — 9948 чел. (3,1 %); Новосибирская область — 8199 чел. (2,5 %); Челябинская область — 7628 чел. (2,4 %); Красноярский край — 7523 чел. (2,3 %); Приморский край — 6365 чел. (2,0 %) и т. д. |
| 24  | Тувинцы                                          | тоджинцы | 295 384          | 0,226   | Тыва — 279 789 чел. (94,7 %); Красноярский край — 2719 чел. (0,9 %); Новосибирская область — 1308 (0,4 %); Иркутская область — 990 (0,3 %) |
| 25  | Крымские татары                                  | | 257 592          | 0,197   | Крым — 250 651 чел. (97,3 %); Севастополь — 2919 чел. (1,1 %); Краснодарский край — 1880 чел. (0,7 %); Москва — 244 чел. (0,1 %); Московская область — 231 чел. (0,1 %); Ростовская область — 217 чел. (0,1 %) |
| 26  | Карачаевцы                                       | | 226 271          | 0,173   | Карачаево-Черкесия — 205 578 чел. (90,9 %); Ставропольский край — 15649 чел. (6,9 %); Кабардино-Балкария — 804 чел. (0,4 %); Москва — 793 чел. (0,4 %); Краснодарский край — 660 чел. (0,3 %); Московская область — 514 чел. (0,2 %) |
| 27  | Белорусы                                         | | 208 046          | 0,159   | Москва — 17632 чел. (8,5 %); Московская область — 15673 чел. (7,5 %); С-Петербург — 15545 чел. (7,5 %); Калининградская область — 11360 чел. (5,5 %); Карелия — 9372 чел. (4,5 %); Крым — 8672 чел. (4,2 %); Ленинградская область — 7527 чел. (3,6 %); ХМАО — 6156 чел. (3,0 %); Смоленская область — 5311 чел. (2,6 %); Ростовская область — 4686 чел. (2,3 %); Челябинская область — 4542 чел. (2,2 %); Мурманская область — 4529 чел. (2,2 %); Свердловская область — 4317 чел. (2,0 %); Башкортостан — 3753 чел. (1,8 %); Самарская область — 3054 чел. (1,5 %); Псковская область — 3101 чел. (1,5 %); Красноярский край — 3049 чел. (1,5 %); Самарская область — 2723 чел. (1,3 %); Коми — 2639 чел. (1,3 %) и т.д.                                                                                            |
| 28  | Немцы                                            | меннониты | 195 256          | 0,150   | Омская область — 29298 чел. (15,0 %); Алтайский край — 25361 чел. (13,0 %); Новосибирская область — 15997 чел. (8,2 %); Кемеровская область — 10132 чел. (5,2 %); Челябинская область — 9041 чел. (4,6 %); Красноярский край — 8936 чел. (4,6 %); Свердловская область — 7165 чел. (3,7 %); Тюменская область — 6966 чел. (3,6 %), Оренбургская область — 6258 чел. (3,2 %); Краснодарский край — 5678 чел. (2,9 %); Томская область — 4472 чел. (2,3 %); Калининградская область — 4118 чел. (2,1 %) и т.д. |
| 29  | Калмыки                                          | | 179 547          | 0,137   | Калмыкия — 159 138 чел. (88,6 %); Астраханская область — 5320 чел. (3,0 %); Москва — 3964 чел. (2,2 %); Московская область — 1841 чел. (1,0 %); С-Петербург — 1067 чел. (0,6 %) |
| 30  | Лакцы                                            | | 173 416          | 0,133   | Дагестан — 162 518 чел. (93,7 %); Ставропольский край — 1615 чел. (0,9 %); Москва — 1167 чел. (0,7 %); Кабардино-Балкария — 986 чел. (0,6 %); ХМАО — 926 чел. (0,5 %) |
| 31  | Цыгане                                           | | 173 400          | 0,133   | Ставропольский край — 38045 чел. (21,9 %); Ростовская область — 14625 чел. (8,4 %); Краснодарский край — 11590 чел. (6,7 %); Тамбовская область — 5290 чел. (3,1 %); Воронежская область — 5197 чел. (3,0 %); Пензенская область — 4272 чел. (2,5 %); Ульяновская область — 4341 чел. (2,5 %); Астраханская область — 3950 чел. (2,3 %); Волгоградская область — 3632 чел. (2,1 %); Самарская область — 3456 чел. (2,0 %), Нижегородская область — 3246 чел. (1,9 %) и т. д. |
| 32  | Табасараны                                       | | 151 466          | 0,116   | Дагестан — 126319 чел. (83,4 %); Ставропольский край — 6765 чел. (4,5 %); Чечня — 1984 чел. (1,3 %); Ростовская область — 1812 чел. (1,2 %); Краснодарский край — 1170 чел. (0,8 %); |
| 33  | Коми                                             | коми-ижемцы | 143 516          | 0,110   | Коми — 127089 чел. (88,6 %); ЯНАО — 3490 чел. (2,4 %); Ненецкий АО — 2431 чел. (1,7 %); ХМАО — 1558 чел. (1,1 %); Мурманская область — 1174 чел. (0,8 %); Тюменская область — 598 чел. (0,4 %); Архангельская область без АО — 424 чел. (0,3 %). |
| 34  | Киргизы                                          | | 137 780          | 0,106   | Москва — 16858 чел. (12,2 %); Московская область — 14986 чел. (10,9 %); Якутия (Саха) — 11203 чел. (8,1 %); Красноярский край — 10652 чел. (7,7 %); Свердловская область — 10300 чел. (7,5 %); Новосибирская область — 6047 чел. (4,4 %); ХМАО — 5562 чел. (4,0 %); С-Петербург — 4552 чел. (3,3 %); Иркутская область — 3974 чел. (2,9 %); Тюменская область — 3082 чел. (2,2 %) и т.д. |
| 35  | Балкарцы                                         | | 125 044          | 0,096   | Кабардино-Балкария — 120 898 чел. (96,7 %); Карачаево-Черкесия — 973 чел. (0,8 %); Ставропольский край — 634 чел. (0,5 %); Москва — 611 чел. (0,5 %) |
| 36  | Турки                                            | | 116 705          | 0,089   | Ростовская область — 40450 чел. (34,7 %); Кабардино-Балкария — 16860 чел. (14,4 %); Ставропольский край — 12724 чел. (10,9 %); Краснодарский край — 8070 чел. (6,9 %); Волгоградская область — 5063 чел. (4,3 %); Калмыкия — 3949 чел. (3,4 %); Северная Осетия-Алания — 3878 чел. (3,3 %); Белгородская область — 3818 чел. (3,3 %); Воронежская область — 3248 чел. (2,8 %) |
| 37  | Черкесы                                          | | 114 697          | 0,088   | Карачаево-Черкесия — 58825 чел. (51,3 %); Кабардино-Балкария — 26544 чел. (23,1 %); Адыгея — 16133 чел. (14,1 %); Краснодарский край — 6166 чел. (5,4 %); Ставропольский край — 2455 чел. (2,1 %); Москва — 1405 чел. (1,2 %) |
| 38  | Грузины                                          | аджарцы, ингилойцы, лазы, мегрелы, сваны | 112 765          | 0,086   | Москва — 26222 чел. (23,3 %); Краснодарский край — 12451 чел. (11,0 %); Московская область — 9298 чел. (8,2 %); Северная Осетия-Алания — 6756 чел. (6,0 %); Ставропольский край — 6476 чел. (5,7 %); С-Петербург — 6459 чел. (5,7 %); Ростовская область — 5318 чел. (4,7 %) |
| 39  | Адыгейцы                                         | | 111 471          | 0,085   | Адыгея — 98138 чел. (88,0 %); Краснодарский край — 10484 чел. (9,4 %) |
| 40  | Ногайцы                                          | карагаши | 109 042          | 0,084   | Дагестан — 36944 чел. (33,9 %); Ставропольский край — 22569 чел. (20,7 %); Карачаево-Черкесия — 17368 чел. (15,9 %); Астраханская область — 9320 чел. (8,5 %); ЯНАО — 3740 чел. (3,4 %); Чечня — 2819 чел. (2,6 %) |
| 41  | Корейцы                                          | | 87 819           | 0,067   | Сахалинская область — 16060 чел. (18,3 %); Приморский край — 7785 чел. (8,9 %); Ростовская область — 7435 чел. (8,5 %); Москва — 4529 чел. (5,2 %); Ставропольский край — 4263 чел. (4,9 %); Хабаровский край — 3740 чел. (4,3 %); Волгоградская область — 3246 чел. (3,7 %); Кабардино-Балкария — 2926 чел. (3,3 %); Краснодарский край — 2811 чел. (3,2 %); Саратовская область — 2746 чел. (3,1 %); С-Петербург — 2134 чел. (2,4 %) |
| 42  | Евреи                                            | | 82 644           | 0,063   | Москва — 28014 чел. (33,9 %); С-Петербург — 9205 чел. (11,1 %); Московская область — 5090 чел. (6,2 %); Свердловская область — 2348 чел. (2,8 %); Самарская область — 2260 чел. (2,7 %); …; Еврейская автономная область — 837 чел. (1,0 %) |
| 43  | Алтайцы                                          | теленгиты, тубалары, челканцы | 78 125           | 0,060   | Алтай — 73242 чел. (93,7 %); Алтайский край — 1037 чел. (1,3 %); Новосибирская область — 504 чел. (0,6 %); Кемеровская область — 364 чел. (0,5 %); Томская область — 235 чел. (0,3 %) |
| 44  | Молдаване                                        | | 77 509           | 0,059   | Московская область — 12811 чел. (16,5 %); Москва — 8122 чел. (10,5 %); ХМАО — 5297 чел. (6,8 %); Санкт-Петербург — 2899 чел. (3,7 %); ЯНАО — 2246 чел. (2,9 %); Краснодарский край — 2010 чел. (2,6 %); Ростовская область — 1924 чел. (2,5 %); Крым — 1474 чел. (1,9 %); Ленинградская область — 1464 чел. (1,9 %); Саратовская область — 1390 чел. (1,8 %); Тюменская область — 1035 чел. (1,3 %) и т. д. |
| 45  | Хакасы                                           | | 61 365           | 0,047   | Хакасия — 55144 чел. (89,9 %); Красноярский край — 2741 чел. (4,5 %); Томская область — 297 чел. (0,5 %); Новосибирская область — 290 чел. (0,5 %); Кемеровская область — 264 чел. (0,4 %) |
| 46  | Коми-пермяки                                     | | 55 786           | 0,043   | Пермский край — 50163 чел. (89,9 %); ХМАО — 1060 чел. (1,9 %); Свердловская область — 604 чел. (1,1 %); Ростовская область — 309 чел. (0,6 %); Коми — 261 чел. (0,5 %); Тюменская область — 202 чел. (0,4 %); |
| 47  | Греки                                            | греки-урумы | 53 972           | 0,041   | Ставропольский край — 23943 чел. (44,4 %); Краснодарский край — 13117 чел. (24,3 %); Крым — 1616 чел. (3,0 %); Ростовская область — 1146 чел. (2,1 %); Адыгея — 926 чел. (1,7 %) |
| 48  | Казаки                                           | | 50 490           | 0,039   | Ростовская область — 21304 чел. (42,2 %); Волгоградская область — 14472 чел. (28,7 %); Краснодарский край — 3212 чел. (6,4 %); Ставропольский край — 1089 чел. (2,2 %); Москва — 1229 чел. (2,4 %); Московская область — 954 чел. (1,9 %); Астраханская область — 638 чел. (1,3 %;) Оренбургская область — 395 чел. (0,8 %) |
| 49  | Мордва-эрзя                                      | | 50 068           | 0,038   | Мордовия — 43240 чел. (86,4 %); Ульяновская область — 1311 чел. (2,6 %); Пензенская область — 1178 чел. (2,4 %); Чувашия — 1136 чел. (2,3 %); Нижегородская область — 663 чел. (1,3 %); Самарская область — 428 чел. (0,9 %) |
| 50  | Ненцы                                            | | 49 646           | 0,038   | Ямало-Ненецкий АО — 35917 чел. (72,3 %); Ненецкий АО — 6713 чел. (13,5 %); Красноярский край — 3836 чел. (7,7 %); Ханты-Мансийский АО — 1381 чел. (2,8 %); Тюменская область без АО — 387 чел. (0,8 %); Архангельская область без АО — 322 чел. (0,6 %); Республика Коми — 215 чел. (0,4 %) |
| 51  | Абазины                                          | | 41 793           | 0,032   | Карачаево-Черкесия — 37664 чел. (90,1 %); Ставропольский край — 2470 чел. (5,9 %); Кабардино-Балкария — 297 чел. (0,7 %); ХМАО — 230 чел. (0,6 %); Краснодарский край — 177 чел. (0,4 %); Москва — 153 чел. (0,4 %); ЯНАО — 147 чел. (0,4 %) |
| 52  | Туркмены                                         | | 41 338           | 0,032   | Ставропольский край — 15100 чел. (36,5 %); Астраханская область — 2777 чел. (6,7 %); Татарстан — 2514 чел. (6,1 %); Москва — 2015 чел. (4,9 %); Московская область — 1621 чел. (3,9 %); Санкт-Петербург — 1188 чел. (2,9 %) |
| 53  | Эвенки                                           | | 39 226           | 0,030   | Якутия (Саха) — 24334 чел. (62,0 %); Хабаровский край — 3709 чел. (9,5 %); Красноярский край — 3612 чел. (9,2 %); Бурятия — 2995 чел. (7,6 %); Амурская область — 1405 чел. (3,6 %); Иркутская область — 1144 чел. (2,9 %); Забайкальский край — 957 чел. (2,4 %); Сахалинская область — 171 чел. (0,4 %); Москва — 123 чел. (0,3 %) |
| 54  | Агулы                                            | | 34 576           | 0,026   | Дагестан — 29253 чел. (84,6 %); Ставропольский край — 1596 чел. (4,6 %); Краснодарский край — 496 чел. (1,4 %); Ростовская область — 339 чел. (1,0 %); Саратовская область — 299 чел. (0,9 %); Москва — 270 чел. (0,8 %); ХМАО — 265 чел. (0,8 %); Московская область — 219 чел. (0,6 %) |
| 55  | Рутульцы                                         | | 34 259           | 0,026   | Дагестан — 27043 чел. (78,9 %); Ставропольский край — 1787 чел. (5,2 %); Ростовская область — 846 чел. (2,5 %); Калмыкия — 546 чел. (1,6 %); ХМАО — 369 чел. (1,1 %); Краснодарский край — 354 чел. (1,0 %); Москва — 255 чел. (0,7 %); ЯНАО — 220 чел. (0,6 %); Московская область — 218 чел. (0,6 %) |
| 56  | Карелы                                           | | 32 422           | 0,025   | Карелия — 25901 чел. (79,9 %); Тверская область — 2764 чел. (8,5 %); С-Петербург — 727 чел. (2,2 %); Ленинградская область — 644 чел. (2,0 %); Мурманская область — 631 чел. (1,9 %); Москва — 239 чел. (0,7 %); Московская область — 158 чел. (0,5 %) |
| 57  | Ханты                                            | | 31 467           | 0,024   | Ханты-Мансийский АО - Югра — 19568 чел. (62,2 %); ЯНАО — 9985 чел. (31,7 %); Тюменская область — 689 чел. (2,2 %); Томская область — 495 чел. (1,6 %); Свердловская область — 109 чел. (0,3 %) |
| 58  | Кряшены                                          | | 29 978           | 0,023   | Татарстан — 25189 чел. (84,0 %); Башкортостан — 3641 чел. (12,1 %); Удмуртия — 277 чел. (0,9 %); Кировская область — 168 чел. (0,6 %); Самарская область — 163 чел. (0,5 %) |
| 59  | Езиды                                            | | 26 257           | 0,020   | Краснодарский край — 3349 чел. (12,8 %); Ставропольский край — 2350 чел. (8,9 %); Нижегородская область — 2103 чел. (8,0 %); Ярославская область — 1828 чел. (7,0 %); Тамбовская область — 1439 чел. (5,5 %); Саратовская область — 1254 чел. (4,8 %); Липецкая область — 1202 чел. (4,6 %); Ростовская область — 1062 чел. (4,0 %); Новосибирская область — 1057 чел. (4,0 %); Волгоградская область — 964 чел. (3,7 %) и т.д. |
| 60  | Курды                                            | | 24 657           | 0,019   | Краснодарский край — 5609 чел. (22,7 %); Адыгея — 5233 чел. (21,2 %); Саратовская область — 3266 чел. (13,2 %); Ставропольский край — 2532 чел. (10,3 %); Орловская область — 1786 чел. (7,2 %); Воронежская область — 1112 чел. (4,5 %); Ростовская область — 961 чел. (3,9 %); Тамбовская область — 773 чел. (3,1 %); Волгоградская область — 629 чел. (2,6 %) и т.д. |
| 61  | Поляки                                           | | 22 024           | 0,017   | Москва — 1747 чел. (7,9 %); Калининградская область — 1402 чел. (6,4 %); Омская область — 1365 чел. (6,2 %); С-Петербург — 1266 чел. (5,7 %); Крым — 1143 чел. (5,2 %); Московская область — 1014 чел. (4,6 %); Краснодарский край — 843 чел. (3,8 %); Карелия — 727 чел. (3,3 %); ХМАО — 619 чел. (2,8 %); Тюменская область — 465 чел. (2,1 %); Новосибирская область — 443 чел. (2,0 %); Ленинградская область — 424 чел. (1,9 %); Ростовская область — 402 чел. (1,8 %) и т.д. |
| 62  | Эвены                                            | | 19 913           | 0,015   | Якутия (Саха) — 13233 чел. (66,5 %); Магаданская область — 2062 чел. (10,4 %); Камчатский край — 1777 чел. (8,9 %); Чукотский АО — 1285 чел. (6,5 %); Хабаровский край — 999 чел. (5,0 %) |
| 63  | Китайцы                                          | | 19 644           | 0,015   | Якутия (Саха) — 3544 чел. (18,0 %); Омская область — 2470 чел. (12,6 %); С-Петербург — 1856 чел. (9,4 %); Приморский край — 1644 чел. (8,4 %); Москва — 1224 чел. (6,2 %); Амурская область — 1089 чел. (5,5 %); Забайкальский край — 889 чел. (4,5 %)Хабаровский край — 667 чел. (3,4 %); Красноярский край — 651 чел. (3,3 %); Новосибирская область — 532 чел. (2,7 %); Иркутская область — 504 чел. (2,6 %) и т. д. |
| 64  | Андийцы                                          | | 16 758           | 0,013   | Дагестан — 16245 чел. (96,9 %) |
| 65  | Арабы                                            | алжирцы, арабы ОАЭ, бахрейнцы, египтяне, иорданцы, иракцы, йеменцы, катарцы, кувейтцы, ливанцы, ливийцы, мавританцы, марокканцы, оманцы, палестинцы, саудовцы, сирийцы, суданцы, тунисцы | 16 329           | 0,013   | Москва — 2185 чел. (13,4 %); С-Петербург — 1144 чел. (7,0 %); Башкортостан — 866 чел. (5,3 %); Московская область — 782 чел. (4,8 %); Кабардино-Балкария — 727 чел. (4,4 %); Татарстан — 662 чел. (4,0 %); Ростовская область — 449 чел. (2,7 %); Краснодарский край — 441 чел. (2,7 %); Ставропольский край — 407 чел. (2,5 %) и т. д. |
| 66  | Чукчи                                            | | 16 200           | 0,012   | Чукотский АО — 13292 чел. (83,1 %); Камчатский край — 1222 чел. (7,6 %); Якутия (Саха) — 709 чел. (4,4 %); Магаданская область — 292 чел. (1,8 %); Хабаровский край — 111 чел. (0,7 %) |
| 67  | Дидойцы                                          | | 14 881           | 0,011   | Дагестан — 14770 чел. (99,3 %) |
| 68  | Горные марийцы                                   | | 14 077           | 0,011   | Марий Эл — 13953 чел. (99,1 %) |
| 69  | Литовцы                                          | | 13 230           | 0,010   | Калининградская область — 4279 чел. (32,3 %); Москва — 761 чел. (5,8 %); Санкт-Петербург — 625 чел. (4,7 %); Красноярский край — 485 чел. (3,7 %); Московская область — 401 чел. (3,0 %); Иркутская область — 347 чел. (2,6 %); Карелия — 347 чел. (2,6 %); Коми — 311 чел. (2,4 %) и т. д. |
| 70  | Цахуры                                           | | 12 541           | 0,010   | Дагестан — 10320 чел. (82,3 %); Ставропольский край — 320 чел. (2,6 %); Ростовская область — 214 чел. (1,7 %); ХМАО — 176 чел. (1,4 %) и т. д. |
| 71  | Манси                                            | | 12 228           | 0,009   | Ханты-Мансийский АО - Югра — 11065 чел. (90,5 %); Тюменская область без АО — 407 чел. (3,3 %); Свердловская область — 334 чел. (2,7 %); ЯНАО — 111 чел. (0,9 %) |
| 72  | Болгары                                          | | 11 851           | 0,009   | Москва — 991 чел. (8,4 %); Московская область — 989 чел. (8,4 %); Крым — 832 чел. (7,0 %); ХМАО — 775 чел. (6,5 %); Краснодарский край — 742 чел. (6,3 %); ЯНАО — 461 чел. (3,9 %); Санкт-Петербург — 459 чел. (3,9 %); Тюменская область без АО — 318 чел. (2,7 %); Белгородская область — 290 чел. (2,4 %); Свердловская область — 278 чел. (2,3 %); Челябинская область — 257 чел. (2,2 %); Ростовская область — 240 чел. (2,0 %); Оренбургская область — 206 чел. (1,7 %) и т. д. |
| 73  | Мордва-мокша                                     | | 11 801           | 0,009   | Мордовия — 10099 чел. (85,6 %); Ульяновская область — 342 чел. (2,9 %); Пензенская область — 323 чел. (2,7 %); Московская область — 288 чел. (2,4 %); Москва — 255 чел. (2,2 %); Самарская область — 81 чел. (0,7 %) |
| 74  | Нанайцы                                          | | 11 623           | 0,009   | Хабаровский край — 10813 чел. (93,0 %); Приморский край — 296 чел. (2,5 %); Сахалинская область — 130 чел. (1,1 %); Камчатский край — 69 чел. (0,6 %) |
| 75  | Шорцы                                            | | 10 507           | 0,008   | Кемеровская область — 8324 чел. (79,2 %); Хакасия — 1445 чел. (13,8 %); Красноярский край — 100 чел. (1,0 %); Алтай — 91 чел. (0,9 %); Новосибирская область — 73 чел. (0,7 %); Алтайский край — 64 чел. (0,6 %) |
| 76  | Гагаузы                                          | | 9272             | 0,007   | Московская область — 2004 чел. (21,6 %); ХМАО — 1009 чел. (10,8 %); ЯНАО — 492 чел. (5,3 %); Москва — 520 чел. (5,6 %); Краснодарский край — 267 чел. (2,9 %); Крым —168 чел. (1,8 %); Нижегородская область — 153 чел. (1,7 %); Ростовская область — 133 чел. (1,4 %); Красноярский край —131 чел. (1,4 %); Тюменская область без АО — 102 чел. (1,1 %); Якутия (Саха) — 102 чел. (1,1 %) и т. д. |
| 77  | Латыши                                           | | 8516             | 0,007   | Москва — 1037 чел. (12,2 %); Красноярский край — 747 чел. (8,8 %); С-Петербург — 707 чел. (8,3 %); Омская область — 628 чел. (7,4 %); Башкортостан — 465 чел. (5,5 %); Московская область — 459 чел. (5,4 %); Псковская область — 215 чел. (2,5 %); Ленинградская область — 211 чел. (2,5 %); Калининградская область — 210 чел. (2,5 %); Новосибирская область — 201 чел. (2,4 %); Краснодарский край — 200 чел. (2,3 %);и т. д. |
| 78  | Абхазы                                           | | 8177             | 0,006   | Москва — 2357 чел. (28,8 %); Краснодарский край — 1587 чел. (19,4 %); С-Петербург — 733 чел. (9,0 %); Московская область — 540 чел. (6,6 %); Ростовская область — 450 чел. (5,5 %); Адыгея — 251 чел. (3,1 %); Карачаево-Черкесия — 195 чел. (2,4 %); Ставропольский край — 158 чел. (1,9 %)); Воронежская область — 116 чел. (1,4 %) |
| 79  | Долганы                                          | | 8157             | 0,006   | Красноярский край — 5867 чел. (71,9 %); Якутия (Саха) — 2147 чел. (26,3 %) |
| 80  | Вьетнамцы                                        | | 7918             | 0,006   | Москва — 1718 чел. (21,7 %); Башкортостан — 729 чел. (9,2 %); Московская область — 671 чел. (8,5 %); Владимирская область — 376 чел. (4,7 %); Приморский край — 337 чел. (4,3 %); Татарстан — 293 чел. (3,7 %); Воронежская область — 283 чел. (3,6 %); Тульская область — 216 чел. (2,7 %) |
| 81  | Эстонцы                                          | | 7859             | 0,006   | Омская область — 964 чел. (12,3 %); Красноярский край — 873 чел. (11,1 %); С-Петербург — 845 чел. (10,8 %); Москва — 586 чел. (7,5 %); Новосибирская область — 361 чел. (4,6 %); Псковская область — 339 чел. (4,3 %); Ленинградская область — 323 чел. (4,1 %); Томская область — 295 чел. (3,8 %); Московская область — 200 чел. (2,5 %); Краснодарский край — 278 чел. (3,5 %) и т. д. |
| 82  | Финны                                            | финны-ингерманландцы | 7778             | 0,006   | Карелия — 3397 чел. (43,7 %); Ленинградская область — 1381 чел. (17,8 %); С-Петербург —1061 чел. (13,6 %); Москва — 205 чел. (2,6 %); Мурманская область — 109 чел. (1,4 %); Московская область — 100 чел. (1,3 %); |
| 83  | Индийцы (хиндиязычные)                           | | 7667             | 0,006   | Смоленская область — 1090 чел. (14,2 %); Башкортостан — 520 чел. (6,8 %); Москва — 489 чел. (6,4 %); Оренбургская область — 487 чел. (6,4 %); Пермский край — 453 чел. (5,9 %); Марий Эл — 396 чел. (5,2 %); Мордовия — 393 чел. (5,2 %); Пензенская область — 359 чел. (4,7 %); Татарстан — 327 чел. (4,3 %); Курская область — 312 чел. (4,1 %); Архангельская область — 253 чел. (3,3 %); Московская область — 167 чел. (2,2 %); Тамбовская область — 161 чел. (2,1 %); С-Петербург — 141 чел. (1,8 %); Приморский край — 139 чел. (1,8 %); Краснодарский край — 137 чел. (1,8 %); Орловская область — 128 чел. (1,7 %); Кемеровская область — 120 чел. (1,6 %); Томская область — 120 чел. (1,6 %); Волгоградская область — 114 чел. (1,5 %) и т.д.                                                               |
| 84  | Коряки                                           | алюторцы | 7485             | 0,006   | Камчатский край — 6413 чел. (85,7 %); Магаданская область — 742 чел. (9,9 %); Чукотский АО — 54 чел. (0,7 %) |
| 85  | Каратинцы                                        | | 7343             | 0,006   | Дагестан — 7305 чел. (99,5 %) |
| 86  | Тоджинцы (тыва-тоджинцы)                         | | 7278             | 0,006   | Тыва — 7189 чел. (98,8 %) |
| 87  | Бежтинцы                                         | | 6890             | 0,005   | Дагестан — 6858 чел. (99,5 %) |
| 88  | Сибирские татары                                 | | 6297             | 0,005   | Тюменская область без АО — 5711 чел.(90,7 %); ХМАО-Югра — 182 чел. (2,9 %); Омская область — 138 чел. (2,2 %); ЯНАО — 98 чел. (1,6 %) |
| 89  | Нагайбаки                                        | | 5719             | 0,004   | Челябинская область — 5343 чел. (93,4 %); ХМАО-Югра — 83 чел. (1,4 %); Башкортостан — 39 чел. ( %); Свердловская область — 32 чел. ( %) |
| 90  | Ахвахцы                                          | | 5282             | 0,004   | Дагестан — 5266 чел. (99,7 %) |
| 91  | Коми-ижемцы                                      | | 4748             | 0,004   | Коми — 4313 чел. (90,8 %); Мурманская область — 348 чел. (7,3 %); ЯНАО — 21 чел. (0,4 %); Ненецкий АО — 11 чел. (0,2 %); Кировская область — 9 чел. (0,2 %); С-Петербург — 8 чел. (0,2 %) |
| 92  | Вепсы                                            | | 4534             | 0,003   | Карелия — 2471 чел. (54,5 %); Ленинградская область — 925 чел. (20,4 %); Вологодская область — 509 чел. (11,2 %); С-Петербург — 254 чел. (5,6 %); Мурманская область — 59 чел. (1,3 %); Москва — 41 чел. (0,9 %); Московская область — 30 чел. (0,7 %) |
| 93  | Ассирийцы                                        | | 4421             | 0,003   | Краснодарский край — 1764 чел. (39,9 %); Ростовская область — 711 чел. (16,1 %); Москва — 419 чел. (9,5 %); Ставропольский край — 387 чел. (8,8 %); Московская область — 127 чел. (2,9 %); С-Петербург — 114 чел. (2,6 %); Адыгея — 104 чел. (2,4 %) |
| 94  | Сойоты                                           | | 4368             | 0,003   | Бурятия — 4316 чел. (98,8 %); Иркутская область — 16 чел. (0,4 %) |
| 95  | Турки-месхетинцы                                 | | 4095             | 0,003   | Ростовская область — 1068 чел. (26,1 %); Белгородская область — 662 чел. (16,2 %); Воронежская область — 525 чел. (12,8 %); Астраханская область — 521 чел. (12,7 %); Волгоградская область — 372 чел. (9,1 %); Курская область — 277 чел. (6,8 %); Кабардино-Балкария — 145 чел. (3,5 %); Ставропольский край — 89 чел. (2,2 %) Орловская область — 78 чел. (1,9 %); Краснодарский край — 58 чел. (1,4 %) |
| 96  | Нивхи                                            | | 3842             | 0,003   | Сахалинская область — 1848 чел. (48,1 %); Хабаровский край — 1842 чел. (47,9 %); Приморский край — 22 чел. (0,6 %); Магаданская область — 13 чел. (0,3 %) |
| 97  | Ботлихцы                                         | | 3788             | 0,003   | Дагестан — 3788 чел. (100 %) |
| 98  | Тубалары                                         | | 3620             | 0,003   | Алтай — 3424 чел. (94,6 %); Алтайский край — 90 чел. (2,5 %); Новосибирская область — 23 чел. (0,6 %); Красноярский край — 12 чел. (0,3 %); Томская область — 12 чел. (0,3 %) |
| 99  | Талыши                                           | | 3595             | 0,003   | ХМАО-Югра — 429 чел. (11,9 %), С-Петербург — 365 чел. (10,2 %); Москва — 359 чел. (10,0 %); ЯНАО — 286 чел. (8,0 %); Свердловская область — 185 чел. (5,1 %); Московская область — 138 чел. (3,8 %)); Самарская область — 95 чел. (2,6 %); Красноярский край — 93 чел. (2,6 %); Тюменская область без АО — 85 чел. (2,4 %); Астраханская область — 78 чел. (2,2 %); Алтайский край — 69 чел. (1,9 %); Челябинская область — 68 чел. (1,9 %); Новосибирская область — 56 чел. (1,9 %); Татарстан — 53 чел. (1,4 %); Оренбургская область — 51 чел. (1,4 %) и т.д. |
| 100 | Пуштуны (афганцы)                                | | 3536             | 0,003   | Москва — 680 чел. (19,2 %); Московская область — 433 чел. (12,2 %); Ростовская область — 280 чел. (7,9 %); С-Петербург — 269 чел. (7,6 %); Ставропольский край — 212 чел. (6,0 %); Краснодарский край — 166 чел. (4,7 %); Башкортостан — 107 чел. (3,0 %); Татарстан — 95 чел. (2,7 %); Адыгея — 68 чел. (1,9 %);; Воронежская область — 61 чел. (1,7 %); Оренбургская область — 57 чел. (1,7 %); Волгоградская область — 55 чел. (1,6 %); Орловская область — 55 чел. (1,6 %) и т. д. |
| 101 | Селькупы                                         | | 3458             | 0,003   | Ямало-Ненецкий АО — 2001 чел. (57,9 %); Томская область — 997 чел. (28,8 %); Красноярский край — 314 чел. (9,1 %); Тюменская область без АО — 55 чел. (1,6 %) |
| 102 | Дунгане                                          | | 3028             | 0,002   | Саратовская область — 1740 чел. (57,5 %); Пензенская область — 304 чел. (10,0 %); Алтайский край — 303 чел. (10,0 %); Краснодарский край — 49 чел. (1,6 %); Московская область — 44 чел. (1,5 %) |
| 103 | Теленгиты                                        | | 2730             | 0,002   | Алтай — 2587 чел. (94,8 %); Алтайский край — 19 чел. (0,7 %); Красноярский край — 13 чел. (0,5 %); Новосибирская область — 13 чел. (0,5 %) |
| 104 | Ительмены                                        | | 2596             | 0,002   | Камчатский край — 1910 чел. (73,6 %); Магаданская область — 541 чел. (20,8 %); Хабаровский край — 21 чел. (0,8 %); Приморский край — 10 чел. (0,4 %); Москва — 9 чел. (0,3 %); С-Петербург — 9 чел. (0,3 %) |
| 105 | Удины                                            | | 2551             | 0,002   | Ростовская область — 1239 чел. (48,6 %); Краснодарский край — 415 чел. (16,3 %); Волгоградская область — 223 чел. (8,7 %); Ставропольский край — 152 чел. (6,0 %); Свердловская область — 76 чел. (3,0 %) и т.д. |
| 106 | Ульчи                                            | | 2472             | 0,002   | Хабаровский край — 2375 чел. (96,1 %); Приморский край — 15 чел. (0,6 %); Еврейская АО — 7 чел. (0,3 %); Якутия — 7 чел. (0,3 %) |
| 107 | Персы                                            | | 2434             | 0,002   | Москва — 291 чел. (12,0 %); Кабардино-Балкария — 263 чел. (10,8 %); Дагестан — 234 чел. (9,6 %); С-Петербург — 167 чел. (6,9 %); Московская область — 144 чел. (5,9 %); Краснодарский край — 102 чел. (4,2 %); Татарстан — 69 чел. (2,8 %); Астраханская область — 67 чел. (2,8 %); Ставропольский край — 56 чел. (2,3 %); Оренбургская область — 54 чел. (2,2 %) и т. д. |
| 108 | Кумандинцы                                       | | 2408             | 0,002   | Алтайский край — 1089 чел. (45,2 %); Алтай — 1037 чел. (43,1 %); Кемеровская область — 123 чел. (5,1 %); Новосибирская область — 21 чел. (0,9 %) |
| 109 | Гунзибцы                                         | | 2363             | 0,002   | Дагестан — 2361 чел. (99,9 %) |
| 110 | Поморы                                           | | 2232             | 0,002   | Архангельская область без АО — 1297 чел. (58,1 %); Карелия — 266 чел. (11,9 %); С-Петербург — 129 чел. (5,8 %); Мурманская область — 106 чел. (4,7 %); Москва — 75 чел. (3,4 %); Московская область — 56 чел. (2,5 %); Коми — 43 чел. (1,9 %); Ленинградская область — 26 чел. (1,2 %); Ненецкий АО — 21 чел. (0,9 %); Ярославская область — 19 чел. (0,9 %); Калининградская область — 15 чел. (0,7 %); Краснодарский край — 10 чел. 0,4 %) и т.д. |
| 111 | Уйгуры                                           | | 2217             | 0,002   | ХМАО-Югра — 167 чел. (7,5 %); Московская область — 131 чел. (5,9 %); Новосибирская область — 124 чел. (5,6 %); Москва — 119 чел. (5,4 %); Татарстан — 99 чел. (4,5 %); Свердловская область — 94 чел. (4,2 %); Челябинская область — 82 чел. (3,7 %); С-Петербург — 68 чел. (3,1 %); Башкортостан — 62 чел. (2,8 %); Алтайский край — 62 чел. (2,8 %); ЯНАО — 55 чел. (2,5 %) |
| 112 | Телеуты                                          | | 2217             | 0,002   | Кемеровская область — 2060 чел. (92,9 %); Алтай — 51 чел. (2,3 %); Новосибирская область — 25 чел. (1,1 %); Алтайский край — 12 чел. (0,5 %); Томская область — 9 чел. (0,4 %) |
| 113 | Годоберинцы                                      | | 2172             | 0,002   | Дагестан — 2170 чел. (99,9 %) |
| 114 | Сербы                                            | | 2151             | 0,002   | Москва — 578 чел. (26,9 %); Московская область — 239 чел. (11,1 %); Краснодарский край — 210 чел. (9,8 %); С-Петербург — 148 чел. (6,9 %); Татарстан — 72 чел. (3,3 %); Тюменская область без АО — 54 чел. (2,5 %) и т.д. |
| 115 | Хемшилы                                          | | 2082             | 0,002   | Краснодарский край — 1414 чел. (67,9 %); Воронежская область — 347 чел. 16,7 %); Ростовская область — 296 чел. (14,2 %) |
| 116 | Бесермяне                                        | | 2036             | 0,002   | Удмуртия — 1903 чел. (93,5 %); Свердловская область — 25 чел. (1,2 %); Пермский край — 20 чел. (1,0 %) |
| 117 | Шапсуги                                          | | 1914             | 0,001   | Краснодарский край — 1878 чел. (98,1 %); Адыгея — 9 чел. (0,5 %) |
| 118 | Румыны                                           | | 1850             | 0,001   | Москва — 242 чел. (13,1 %); Московская область — 146 чел. (7,9 %); Краснодарский край — 125 чел. (6,8 %); Ростовская область — 93 чел. (5,0 %); С-Петербург — 77 чел. (4,2 %); Крым — 76 чел. (4,1 %); ХМАО-Югра — 68 чел. (3,7 %); Ставропольский край — 60 чел. (3,2 %) и т.д. |
| 119 | Юкагиры                                          | | 1802             | 0,001   | Якутия (Саха) — 1510 чел. (83,8 %); Чукотский АО — 151 чел. (8,4 %); Магаданская область — 69 чел. (3,8 %) |
| 120 | Арчинцы                                          | | 1693             | 0,001   | Дагестан — 1677 чел. (99,1 %) |
| 121 | Эскимосы                                         | | 1657             | 0,001   | Чукотский АО — 1460 чел. (88,1 %); Магаданская область — 41 чел. (2,5 %); Камчатский край — 27 чел. (1,6 %); Хабаровский край — 13 чел. (0,8 %); Москва — 11 чел. (0,7 %) |
| 122 | Камчадалы                                        | | 1547             | 0,001   | Камчатский край — 1311 чел. (84,7 %); Магаданская область — 156 чел. (10,1 %) |
| 123 | Саамы                                            | | 1530             | 0,001   | Мурманская область — 1363 чел. (89,1 %); С-Петербург — 46 чел. (3,0 %); Ленинградская область — 14 чел. (0,9 %); Москва — 13 чел. (0,8 %); Карелия — 10 чел. (0,7 %); Московская область — 9 чел. (0,6 %) |
| 124 | Венгры                                           | | 1460             | 0,001   | Оренбургская область — 306 чел. (21,0 %); Москва — 150 чел. (10,3 %); Крым — 74 чел. (5,1 %); Московская область — 57 чел. (3,9 %); С-Петербург — 52 чел. (3,6 %); Ростовская область — 49 чел. (3,4 %); Краснодарский край — 41 чел. (2,8 %); Саратовская область — 40 чел. (2,7 %); Коми — 38 чел. (2,6 %); Ставропольский край — 37 чел. (2,5 %); Белгородская область — 35 чел. (2,4 %); ХМАО-Югра — 30 чел. (2,1 %) и т.д. |
| 125 | Итальянцы                                        | | 1460             | 0,001   | Москва — 494 чел. (33,8 %); С-Петербург — 198 чел. (13,6 %); Московская область — 109 чел. (7,5 %); Крым — 59 чел. (4,0 %); Свердловская область — 35 чел. (2,4 %); Татарстан — 34 чел. (2,3 %); Краснодарский край — 30 чел. (2,1 %); Ростовская область — 30 чел. (2,1 %) и т.д. |
| 126 | Французы                                         | | 1457             | 0,001   | Москва — 476 чел. (32,7 %); С-Петербург — 153 чел. (10,5 %); Московская область — 98 чел. (6,7 %); Краснодарский край — 54 чел. (3,7 %); Самарская область — 43 чел. (3,0 %); Башкортостан — 37 чел. (2,5 %); Ростовская область — 36 чел. (2,5 %); Свердловская область — 30 чел. (2,1 %) и т.д. |
| 127 | Осетины-дигорцы                                  | | 1361             | 0,001   | Северная Осетия-Алания — 1219 чел. (89,6 %)); Кабардино-Балкария — 46 чел. (3,4 %); Москва — 35 чел. (2,6 %); Московская область — 13 чел. (1,0 %); Ставропольский край — 11 чел. (0,8 %) |
| 128 | Удэгейцы                                         | | 1325             | 0,001   | Приморский край — 713 чел. (53,8 %); Хабаровский край — 548 чел. (41,4 %) |
| 129 | Монголы                                          | | 1318             | 0,001   | Бурятия — 232 чел. (17,6 %); Москва — 209 чел. (15,9 %); С-Петербург — 149 чел. (11,3 %); Забайкальский край — 57 чел. (4,3 %); Иркутская область — 52 чел. (3,9 %); Московская область — 50 чел. (3,8 %); Воронежская область — 46 чел. (3,5 %); Калмыкия — 41 чел. (3,1 %); Якутия — 39 чел. (3,0 %); Тыва — 34 чел. (2,6 %); Новосибирская область — 31 чел. (2,4 %) и т.д. |
| 130 | Челканцы                                         | | 1290             | 0,001   | Алтай — 1170 чел. (90,7 %); Алтайский край — 40 чел. (3,1 %); Кемеровская область — 24 чел. (1,9 %); Новосибирская область — 12 чел. (0,9 %); Красноярский край — 7 чел. (0,5 %); Москва — 7 чел. (0,5 %); Томская область — 5 чел. (0,4 %) |
| 131 | Чехи                                             | | 1214             | 0,001   | Крым — 211 чел. (17,4 %); Москва — 175 чел. (14,4 %); Краснодарский край — 135 чел. (11,1 %); Омская область — 59 чел. (4,9 %); С-Петербург — 51 чел. (4,2 %); Оренбургская область — 40 чел. (3,3 %); Свердловская область — 31 чел. (2,6 %); ХМАО-Югра — 30 чел. (2,5 %); Адыгея — 29 чел. (2,4 %) и т. д. |
| 132 | Испанцы                                          | | 1175             | 0,001   | Москва — 510 чел. (43,4 %); Московская область — 118 чел. (10,0 %); С-Петербург — 90 чел. (7,7 %); Ростовская область — 26 чел. (2,2 %) |
| 133 | Британцы                                         | англичане, шотландцы и др. | 1167             | 0,001   | Москва — 411 чел. (35,2 %); С-Петербург — 114 чел. (9,8 %); Московская область — 74 чел. (6,3 %); Краснодарский край — 44 чел. (3,8 %); Татарстан — 27 чел. (2,3 %); Ростовская область — 22 чел. (1,9 %); Новосибирская область — 22 чел. (1,9 %); Ставропольский край — 19 чел. (1,6 %); Севастополь — 19 чел. (1,6 %) |
| 134 | Тиндалы                                          | | 1161             | 0,001   | Дагестан — 1151 чел. (99,1 %) |
| 135 | Американцы США                                   | | 1129             | 0,001   | Москва — 399 чел. (35,3 %); С-Петербург — 124 чел. (11,0 %); Московская область — 96 чел. (8,5 %); Краснодарский край — 25 чел. (2,2 %); Ставропольский край — 17 чел. (1,5 %); Свердловская область — 16 чел. (1,4 %); Приморский край — 14 чел. (1,2 %) и т.д. |
| 136 | Кеты                                             | | 1088             | 0,001   | Красноярский край — 911 чел. (83,7 %); Томская область — 110 чел. (10,1 %) |
| 137 | Крымчаки                                         | | 954              | 0,001   | Крым — 864 чел. (90,6 %); Севастополь — 35 чел. (3,7 %); Москва — 18 чел. (1,9 %); Краснодарский край — 5 чел. (0,5 %); Московская область — 5 чел. (0,5 %) |
| 138 | Чуванцы                                          | | 900              | 0,001   | Чукотский АО — 742 чел. (82,4 %); Магаданская область — 33 чел. (3,7 %); Камчатский край — 25 чел. (2,8 %) |
| 139 | Каракалпаки                                      | | 838              | 0,001   | Волгоградская область — 100 чел. (11,9 %); Москва — 73 чел. (8,7 %); Московская область — 58 чел. (6,9 %); Астраханская область — 51 чел. (6,1 %); Оренбургская область — 41 чел. (4,9 %); Татарстан — 40 чел. (4,8 %); Саратовская область — 36 чел. (4,3 %); Башкортостан — 34 чел. (4,1 %); С-Петербург — 29 чел. (3,5 %) и т.д. |
| 140 | Хваршины                                         | | 827              | 0,001   | Дагестан — 798 чел. (95,2 %); Москва — 21 чел. (2,5 %) |
| 141 | Мишари                                           | | 787              | 0,001   | Татарстан — 374 чел. (47,5 %); Башкортостан — 149 чел. (18,9 %); Челябинская область — 59 чел. (7,5 %); Оренбургская область — 37 чел. (4,7 %); Ульяновская область — 21 чел. (2,7 %); Свердловская область — 16 чел. (2,0 %) |
| 142 | Тофалары                                         | | 719              | 0,001   | Иркутская область — 659 чел. (91,7 %); Томская область — 21 чел. (2,9 %); Красноярский край — 15 чел. (2,1 %) |
| 143 | Кубинцы                                          | | 701              | 0,001   | Москва — 194 чел. (27,6 %); Московская область — 157 чел. (22,4 %); С-Петербург — 70 чел. (10,0 %); Башкортостан — 41 чел. (5,8 %); Ленинградская область — 15 чел. (2,1 %) и т.д. |
| 144 | Нганасаны                                        | | 687              | 0,001   | Красноярский край — 663 чел. (96,5 %) |
| 145 | Японцы                                           | | 663              | 0,001   | Москва — 182 чел. (27,5 %); Сахалинская область — 93 чел. (14,0 %); С-Петербург — 43 чел. (6,5 %); Приморский край — 36 чел. (5,4 %); Московская область — 29 чел. (4,3 %); Хабаровский край — 18 чел. (2,7 %); Свердловская область — 15 чел. (2,3 %); Краснодарский край — 13 чел. (2,0 %); Красноярский край — 12 чел. (1,8 %) и т.д. |
| 146 | Гинухцы                                          | | 630              | 0,000   | Дагестан — 624 чел. (99,0 %) |
| 147 | Русины                                           | | 596              | 0,000   | Москва — 68 чел. (11,4 %); Краснодарский край — 34 чел. (5,7 %); Крым — 27 чел. (4,5 %); Ростовская область — 15 чел. (2,5 %); Самарская область — 13 чел. (2,2 %); Нижегородская область — 11 чел. (1,8 %); Волгоградская область — 10 чел. (1,7 %); Волгоградская область — 10 чел. (1,7 %) и т.д. |
| 148 | Таты                                             | | 575              | 0,000   | Дагестан — 214 чел. (37,2 %); Москва — 33 чел. (5,7 %); Московская область — 24 чел. (4,2 %); Ставропольский край — 19 чел. (3,3 %) и т.д. |
| 149 | Финны-ингерманландцы                             | | 571              | 0,000   | С-Петербург — 199 чел. (34,9 %); Карелия — 157 чел. (27,5 %); Ленинградская область — 130 чел. (22,8 %); Москва — 17 чел. (3,0 %) и т.д. |
| 150 | Кубачинцы                                        | | 559              | 0,000   | Дагестан — 500 чел. (89,4 %); Москва — 16 чел. (2,9 %) |
| 151 | Орочи                                            | | 527              | 0,000   | Хабаровский край — 376 чел. (71,3 %); Магаданская область — 94 чел. (17,8 %); Сахалинская область — 17 чел. (3,2 %); Приморский край — 16 чел. (3,0 %) |
| 152 | Караимы                                          | | 500              | 0,000   | Крым — 295 чел. (59,0 %); Москва — 62 чел. (12,4 %); Севастополь — 23 чел. (4,6 %); Московская область — 21 чел. (4,2 %); С-Петербург — 14 чел. (2,8 %); Ростовская область — 8 чел. (1,6 %) и т.д. |
| 153 | Негидальцы                                       | | 481              | 0,000   | Хабаровский край — 467 чел. (97,1 %); Еврейская АО — 3 чел. (0,6 %) |
| 154 | Памирцы                                          | рушанцы, баджуйцы, шугнанцы и др. | 467              | 0,000   | Москва — 67 чел. (14,3 %); Московская область — 54 чел. (11,6 %); Свердловская область — 37 чел. (7,9 %); Самарская область — 26 чел. (5,6 %); Тюменская область без АО — 13 чел. (2,8%); Омская область — 11 чел. (2,4 %); Алтайский край — 11 чел. (2,4 %); Нижегородская область — 11 чел. (2,4 %); Краснодарский край — 11 чел. (2,4 %); Новосибирская область — 10 чел. (2,1 %) и т.д. |
| 155 | Пакистанцы                                       | пенджабцы, белуджи, синдхи и др. | 410              | 0,000   | Москва — 110 чел. (26,8 %); Московская область — 32 чел. (7,8 %); С-Петербург — 29 чел. (7,0 %); Татарстан — 24 чел. (5,9 %); Ставропольский край — 17 чел. (4,1 %); Волгоградская область — 14 чел. (3,4 %); Краснодарский край — 12 чел. (2,9 %); Ростовская область — 11 чел. (2,6 %) и т.д. |
| 156 | Алеуты                                           | | 397              | 0,000   | Камчатский край — 345 чел. (86,9 %); Москва — 8 чел. (2,0 %) |
| 157 | Мегрелы                                          | | 391              | 0,000   | Краснодарский край — 82 чел. (21,0 %); Москва — 65 чел. (16,6 %); Московская область — 38 чел. (9,7 %); Ростовская область — 30 чел. (7,7 %); С-Петербург — 26 чел. (6,6 %) |
| 158 | Чулымцы                                          | | 382              | 0,000   | Томская область — 228 чел. (60,0 %); Красноярский край — 145 чел. (38,0 %) |
| 159 | Латгальцы                                        | | 371              | 0,000   | Красноярский край — 170 чел. (45,8 %); Новосибирская область — 76 чел. (20,5 %); Томская область — 29 чел. (7,8 %); Кемеровская область — 15 чел. (4,0 %) |
| 160 | Осетины-иронцы                                   | | 323              | 0,000   | Северная Осетия-Алания — 291 чел. (90,1 %); Москва — 15 чел. (4,6 %); Кабардино-Балкария — 7 чел. (2,2 %) |
| 161 | Уйльта (ороки)                                   | | 268              | 0,000   | Сахалинская область — 216 чел. (80,6 %); Хабаровский край — 12 чел. (4,5 %); |
| 162 | Горские евреи (таты-иудаисты)                    | | 266              | 0,000   | Москва — 68 чел. (25,6 %); Дагестан — 60 чел. (22,6 %); Кабардино-Балкария — 47 чел. (17,7 %); Ставропольский край — 29 чел. (10,9 %); Московская область — 16 чел. (6,0 %) и т.д. |
| 163 | Ингилойцы                                        | | 247              | 0,000   | Красноярский край — 134 чел. (54,3 %); Якутия — 14 чел. (5,7 %); ЯНАО — 12 чел. (4,9 %); ХМАО-Югра — 11 чел. (4,5 %); Пермский край — 11 чел. (4,5 %); Краснодарский край — 8 чел. (3,2 %) и т.д. |
| 164 | Тазы (удэ)                                       | | 235              | 0,000   | Приморский край — 220 чел. (93,6 %); Хабаровский край — 8 чел. (3,4 %) |
| 165 | Сету                                             | | 234              | 0,000   | Псковская область — 141 чел. (60,3 %); Красноярский край — 58 чел. (24,8 %); С-Петербург — 10 чел. (4,3 %) |
| 166 | Карагаши                                         | | 218              | 0,000   | Астраханская область — 211 чел. (96,8 %) |
| 167 | Ижорцы                                           | | 210              | 0,000   | Ленинградская область — 116 чел. (55,2 %); С-Петербург — 51 чел. (24,3 %); Карелия — 9 чел. (4,3 %); Москва — 7 чел. (3,3 %); Архангельская область — 3 чел. (1,4 %); Мурманская область — 3 чел. (1,4 %); Свердловская область — 3 чел. (1,4 %); Псковская область — 2 чел. (1,0 %); Московская область — 2 чел. (1,0 %); Калининградская область — 2 чел. (1,0 %) и т.д. |
| 168 | Энцы                                             | | 201              | 0,000   | Красноярский край — 195 чел. (97,0 %); С-Петербург — 3 чел. (1,5 %); Москва — 2 чел. (1,0 %) |
| 169 | Словаки                                          | | 193              | 0,000   | Москва — 36 чел. (18,7 %); Московская область — 30 чел. (15,5 %); С-Петербург — 16 чел. (8,3 %); Севастополь — 8 чел. (4,1 %); Краснодарский край — 6 чел. (3,1 %); Самарская область — 6 чел. (3,1 %); Ставропольский край — 5 чел. (2,6 %); Приморский край — 5 чел. (2,6 %) и т.д. |
| 170 | Хорваты                                          | | 177              | 0,000   | Москва — 56 чел. (31,6 %); Московская область — 26 чел. (14,7 %); Краснодарский край — 14 чел. (7,9 %); С-Петербург — 13 чел. (7,3 %); |
| 171 | Аджарцы                                          | | 166              | 0,000   | Москва — 38 чел. (22,9 %); Краснодарский край — 36 чел. (21,7 %); Ставропольский край — 11 чел. (6,6 %); Ростовская область — 9 чел. (5,4 %); С-Петербург — 8 чел. (4,8 %); Московская область — 6 чел. (3,6 %); Волгоградская область — 6 чел. (3,6 %) и т.д. |
| 172 | Македонцы                                        | | 155              | 0,000   | Москва — 26 чел. (16,8 %); С-Петербург — 17 чел. (11,0 %); Краснодарский край — 16 чел. (10,3 %); Московская область — 15 чел. (9,7 %) и т.д. |
| 173 | Словенцы                                         | | 108              | 0,000   | Москва — 16 чел. (14,8 %); С-Петербург — 9 чел. (8,3 %); Московская область — 9 чел. (8,3 %) и т.д. |
| 174 | Лугово-восточные марийцы                         | | 101              | 0,000   | Марий Эл — 69 чел. (68,3 %) |
| 175 | Водь                                             | | 99               | 0,000   | Ленинградская область — 40 чел. (40,4 %); С-Петербург — 25 чел. (25,3 %); Карелия — 7 чел. (7,1 %); Москва — 5 чел. (5,1%); Московская область — 4 чел. (4,0 %) и т.д. |
| 176 | Боснийцы                                         | | 98               | 0,000   | Москва — 26 чел. (26,5 %); Краснодарский край — 15 чел. (15,3 %); Свердловская область — 12 чел. (12,2 %); Самарская область — 6 чел. (6,1 %); Московская область — 5 чел. (5,1 %) |
| 177 | Алюторцы                                         | | 96               | 0,000   | Камчатский край — 88 чел. (91,7 %) |
| 178 | Лазы                                             | | 94               | 0,000   | Ростовская область — 37 чел. (39,4 %); Краснодарский край — 20 чел. (21,3 %); Воронежская область — 6 чел. (6,4 %); Москва — 4 чел. (4,3 %) и т.д. |
| 179 | Чамалалы                                         | | 91               | 0,000   | Дагестан — 71 чел. (78,0 %); Москва — 4 чел. (4,4 %) |
| 180 | Черногорцы                                       | | 85               | 0,000   | Москва — 30 чел. (35,3 %); Татарстан — 16 чел. (18,8 %); Московская область — 10 чел. (11,7 %) и т.д. |
| 181 | Чеченцы-аккинцы                                  | | 54               | 0,000   | Дагестан — 27 чел. (50,0 %); Чечня — 9 чел. (16,7 %) |
| 182 | Кайтагцы                                         | | 37               | 0,000   | Дагестан — 32 чел. (86,5 %); Москва — 3 чел. (8,1 %) |
| 183 | Астраханские татары                              | | 29               | 0,000   | Астраханская область — 13 чел. (44,8 %) |
| 184 | Сваны                                            | | 24               | 0,000   | Москва — 4 чел. (16,7 %), Волгоградская область — 4 чел. (16,7 %) и т.д. |
| 185 | Кереки                                           | | 23               | 0,000   | Чукотский АО — 6 чел. (26,1 %); Москва — 3 чел. (13,0 %) |
| 186 | Среднеазиатские евреи                            | | 18               | 0,000   | Москва — 5 чел. (27,8 %) |
| 187 | Грузинские евреи                                 | | 14               | 0,000   | Москва — 7 чел. (50,0 %); Краснодарский край — 2 чел. (23,1 %) |
| 188 | Багулалы                                         | | 14               | 0,000   | Дагестан — 11 чел. (78,6 %); Москва — 2 чел. (14,3 %) |
| 189 | Среднеазиатские цыгане                           | | 12               | 0,000   | Новосибирская область — 5 чел. (41,7 %), Московская область — 2 чел. (16,7 %), Оренбургская область — 1 чел. (8,3 %), Челябинская область — 1 чел. (8,3 %), Пермский край — 1 чел. (8,3 %) и т.д. |
| 190 | Черкесогаи                                       | | 12               | 0,000   | Краснодарский край — 6 чел. (50,0 %); Адыгея — 4 чел. (33,3 %) |
| 191 | Греки-урумы                                      | | 12               | 0,000   | Москва — 3 чел. (25,0 %); Крым — 2 чел. (16,7 %), Московская область — 1 чел. (8,3 %) и т.д. |
| 192 | Юги                                              | | 7                | 0,000   | Красноярский край — 0 чел.; Томская область — 1 чел. (14,3 %); Свердловская область — 1 чел. (14,3 %) |
| 193 | Меннониты                                        | | 5                | 0,000   | Омская область — 3 чел. (60,0 %) |
| 194 | Курманч                                          | | 4                | 0,000   | Краснодарский край — 2 чел. (50,0 %) |
| 195 | другие (не перечисленные выше)                   | | 1 393 685        | 1,067   | |
| 195 | нет национальной принадлежности                  | | 542 201          | 0,415   | |
| …   | итого лиц, указавших национальную принадлежность | | 130 587 364      | 100,000 | |
| …   | не указавшие национальную принадлежность         | | 16 594 759       | 11,275  | |
| …   | ВСЕГО, РФ                                        | | 147 182 123      |         | |

## Расселение народов России по субъектам РФ (на 2010 год)
| №   | Национальная принадлежность   | в том числе | Численность чел. | %       | Основные регионы расселения — численность народа в субъекте РФ (% от общей численности народа в России) |
| --- | ----------------------------- | --- | ---------------- | ------- | --- |
| 1   | Русские                       | казаки, поморы | 111 016 896      | 80,900  | все субъекты РФ (Москва — 9 930 410 чел. (8,9 % от общей численности русских в РФ); Московская область — 6 202 672 чел. (5,6 %); Краснодарский край — 4 522 962 чел. (4,1 %); С-Петербург — 3 908 753 чел. (3,5 %); Ростовская область — 3 795 607 чел. (3,4 %); Свердловская область — 3 684 843 чел. (3,3 %), Нижегородская область — 3 109 661 чел. (2,8 %) и т. д.) |
| 2   | Татары                        | кряшены, мишари, сибирские татары, астраханские татары | 5 310 649        | 3,870   | Татарстан — 2 012 571 чел. (37,9 % от татар в РФ); Башкортостан — 1 009 295 чел. (19,0 %); Тюменская область — 239 995 чел. (4,5 %) (ХМАО — 108 899 чел. (2,0 %)); Челябинская область — 180 913 чел. (3,4 %); Оренбургская область — 151 492 чел. (2,9 %); Ульяновская область — 149 873 чел. (2,8 %); Москва —149 043 чел. (2,8 %); Свердловская область — 143 803 чел. (2,7 %); Самарская область — 126 124 чел. (2,4 %); Пермский край — 115 544 чел. (2,2 %); Удмуртия — 98 831 чел. (1,9 %); Пензенская область — 86 431 чел. (1,6 %); Астраханская область — 60 523 чел. (1,1 %) и т. д. |
| 3   | Украинцы                      | | 1 927 988        | 1,405   | Тюменская область — 157 296 чел. (8,2 %) (ХМАО — 91 323 чел. (4,7 %), ЯНАО — 48 985 чел. (2,5 %)); Москва — 154 104 чел. (8,0 %); Московская область — 119 474 чел. (6,2 %); Краснодарский край — 83 746 чел. (4,3 %); Ростовская область — 77 802 чел. (4,0 %); С-Петербург — 64 446 чел. (3,3 %); Омская область — 51 841 чел. (2,7 %); Челябинская область — 50 081 чел. (2,7 %); Приморский край — 49 953 чел. (2,6 %); Оренбургская область —49 610 чел. (2,6 %) и т. д. |
| 4   | Башкиры                       | | 1 584 554        | 1,155   | Башкортостан — 1 172 287 чел. (74,0 %); Челябинская область — 162 513 чел. (10,3 %); Оренбургская область — 46 696 чел. (2,9 %); Тюменская область — 46 405 чел. (2,9 %) (ХМАО — 35 428 чел. (2,2 %)); Пермский край — 32 730 чел. (2,1 %); Свердловская область — 31 183 чел. (2,0 %) |
| 5   | Чуваши                        | | 1 435 872        | 1,046   | Чувашия — 814 750 чел. (56,7 %); Татарстан — 116 252 чел. (8,1 %); Башкортостан — 107 450 чел. (7,5 %); Ульяновская область — 94 970 чел. (6,6 %); Самарская область — 84 105 чел. (5,9 %) |
| 6   | Чеченцы                       | чеченцы-аккинцы | 1 431 360        | 1,043   | Чечня — 1 206 551 чел. (84,3 %); Дагестан — 93 658 чел. (6,5 %); Ингушетия — 18 765 чел. (1,3 %); Москва — 14 524 чел. (1,0 %) |
| 7   | Армяне                        | черкесогаи | 1 182 388        | 0,862   | Краснодарский край — 281 680 чел. (23,8 %); Ставропольский край — 161 324 чел. (13,6 %); Ростовская область — 110 727 чел. (9,4 %); Москва — 106 466 чел. (9,0 %); Московская область — 63 306 чел. (5,4 %) и т. д. |
| 8   | Аварцы                        | андийцы, дидойцы (цезы) и другие андо-цезские народности и арчинцы | 912 090          | 0,665   | Дагестан — 850 011 чел. (93,2 %); Ставропольский край — 7167 чел. (0,9 %); Москва — 4950 чел. (0,6 %) |
| 9   | Мордва                        | мордва-мокша, мордва-эрзя | 744 237          | 0,542   | Мордовия — 333 112 чел. (44,8 %); Самарская область — 65 447 чел. (8,8 %); Пензенская область — 54 703 чел. (7,4 %); Ульяновская область — 38 977 чел. (5,2 %); Оренбургская область — 38 682 чел. (5,2 %); Башкортостан — 20 300 чел. (2,7 %) |
| 10  | Казахи                        | | 647 732          | 0,472   | Астраханская область — 149 415 чел. (23,1 %); Оренбургская область — 120 262 чел. (18,6 %); Омская область — 78 303 чел. (12,2 %); Саратовская область — 76 007 чел. (11,7 %); Волгоградская область — 46 223 чел. (7,1 %); Челябинская область — 35 297 (5,4 %) |
| 11  | Азербайджанцы                 | | 603 070          | 0,439   | Дагестан — 130 919 чел. (21,7 %); Москва — 57 123 чел. (9,5 %); Тюменская область — 43 610 чел. (7,2 %); Московская область — 19 061 чел. (3,2 %); Ростовская область — 17 961 чел. (3,0 %); Ставропольский край — 17 800 чел. (3,0 %); С-Петербург — 17 717 чел. (2,9 %); Красноярский край — 16 341 чел. (2,7 %); и т. д. |
| 12  | Даргинцы                      | кайтагцы, кубачинцы | 589 386          | 0,429   | Дагестан — 490 384 чел. (83,2 %); Ставропольский край — 49 302 чел. (8,4 %); Ростовская область — 8304 чел. (1,4 %); Калмыкия — 7590 чел. (1,3 %); Астраханская область — 4241 чел. (0,7 %) |
| 13  | Удмурты                       | | 552 299          | 0,402   | Удмуртия — 410 584 чел. (74,3 %); Татарстан — 23 454 чел. (4,2 %); Башкортостан — 21 477 чел. (3,9 %); Пермский край — 20 819 чел. (3,8 %); Свердловская область — 13 789 чел. (2,5 %); Кировская область — 13 639 чел. (2,5 %) |
| 14  | Марийцы                       | горные марийцы, лугово-восточные марийцы | 547 605          | 0,399   | Марий Эл — 290 863 чел. (53,1 %); Башкортостан — 103 658 чел. (18,9 %); Кировская область — 29 598 чел. (5,4 %); Свердловская область — 23 801 чел. (4,3 %); Татарстан — 18 848 чел. (3,4 %) |
| 15  | Осетины                       | дигорон (дигорцы), ирон (иронцы) | 528 515          | 0,385   | Северная Осетия-Алания — 459 688 чел. (87,0 %); Москва — 11 311 чел. (2,1 %); Кабардино-Балкария — 9129 чел. (1,7 %); Ставропольский край — 7988 чел. (1,5 %); Краснодарский край — 4537 чел. (0,86 %); Карачаево-Черкесия — 3142 чел. (0,6 %) |
| 16  | Белорусы                      | | 521 443          | 0,380   | Москва — 39 225 чел. (7,5 %); С-Петербург — 38 136 чел. (7,3 %); Калининградская область — 32 497 чел. (6,2 %); Московская область — 31 665 чел. (6,1 %); Тюменская область — 25 648 чел. (4,9 %) (ХМАО —14 703 чел. (2,8 %)) ; Карелия — 23 345 чел. (4,5 %); Ленинградская область — 16 830 чел. (3,2 %); Ростовская область — 16 493 чел. (3,2 %) |
| 17  | Кабардинцы                    | | 516 826          | 0,377   | Кабардино-Балкария — 490 453 чел. (94,9 %); Ставропольский край — 7993 чел. (1,5 %); Москва — 3698 чел. (0,7 %) |
| 18  | Кумыки                        | | 503 060          | 0,367   | Дагестан — 431 736 чел. (85,8 %); Тюменская область — 18 668 чел. (3,7 %) (ХМАО — 13 849 чел. (2,8 %); ЯНАО — 4466 чел. (0,9 %)); Северная Осетия-Алания — 16 092 чел. (3,2 %); Чечня — 12 221 чел. (2,4 %) |
| 19  | Якуты                         | | 478 085          | 0,348   | Якутия (Саха) — 466 492 чел. (97,6 %); Москва — 1508 чел. (0,3 %); Красноярский край — 1468 чел. (0,3 %); Хабаровский край — 1417 чел. (0,3 %) |
| 20  | Лезгины                       | | 473 722          | 0,345   | Дагестан — 385 240 чел. (81,3 %); Тюменская область — 16 246 чел. (3,4 %) (ХМАО — 13 335 чел. (2,8 %)); Ставропольский край — 7900 чел. (1,7 %), Москва — 5719 чел. (1,2 %) |
| 21  | Буряты                        | | 461 389          | 0,336   | Бурятия — 286 839 чел. (62,2 %); Иркутская область — 77 667 чел. (16,8 %); Забайкальский край — 73 941 чел. (16,0 %); Якутия (Саха) — 7011 чел. (1,5 %) |
| 22  | Ингуши                        | | 444 833          | 0,324   | Ингушетия — 385 537 чел. (86,6 %); Северная Осетия-Алания — 28 336 чел. (6,4 %); Москва — 4354 чел. (1,0 %), Чечня — 1296 чел. (0,3 %) |
| 23  | Немцы                         | меннониты | 394 138          | 0,287   | Алтайский край — 50 701 чел. (2,1 %); Омская область — 50 055 чел. (2,6 %); Новосибирская область — 30 924 чел. (1,2 %); Кемеровская область — 23 125 чел. (0,8 %);Красноярский край — 22 363 чел. (0,8 %); Тюменская область — 20 723 чел. (0,6 %);Челябинская область — 18 687 чел. (0,5 %); Свердловская область — 14 914 чел. (0,3 %) |
| 24  | Узбеки                        | | 289 862          | 0,211   | Москва — 35 595 чел. (12,3 %); Московская область — 25 800 чел. (8,9 %); С-Петербург — 20 345 чел. (7,0 %); Тюменская область — 14 743 чел. (5,1 %) (ХМАО — 9970 чел. (3,4 %); ЯНАО — 1775 чел. (0,6 %)); Новосибирская область — 12655 чел. (4,4 %); Самарская область — 11242 чел. (3,9 %); Свердловская область — 9358 чел. (3,2 %); Приморский край — 8993 чел. (3,1 %); Татарстан — 8881 чел. (3,1 %); Башкортостан — 7945 чел. (2,7 %) и т. д. |
| 25  | Тувинцы                       | тоджинцы | 263 934          | 0,192   | Тыва — 249 299 чел. (94,5 %); Красноярский край — 2939 чел. (1,1 %); Иркутская область — 1674 (0,6 %); Новосибирская область — 1252 (0,5 %) |
| 26  | Коми                          | коми-ижемцы | 228 235          | 0,166   | Республика Коми — 202 348 чел. (88,7 %); Тюменская область — 8469 чел. (3,7 %) (ЯНАО — 5141 чел. (2,3 %); ХМАО — 2364 чел. (1,0 %)); Архангельская область — 4583 чел. (2,0 %) (Ненецкий АО — 3623 чел. (1,6 %)); Мурманская область — 1649 чел. (0,7 %) |
| 27  | Карачаевцы                    | | 218 403          | 0,159   | Карачаево-Черкесия — 194 324 чел. (89,0 %); Ставропольский край — 15 598 чел. (7,1 %) |
| 28  | Цыгане                        | | 204 958          | 0,149   | Ставропольский край — 30 879 чел. (15,1 %); Ростовская область — 16 657 чел. (8,1 %); Краснодарский край — 12 920 чел. (6,0 %); Волгоградская область — 8216 чел. (4,0 %); Астраханская область — 5214 чел. (2,5 %); Воронежская область — 5153 чел. (2,5 %); Самарская область — 4875 чел. (2,4 %) и т. д. |
| 29  | Таджики                       | | 200 303          | 0,146   | Москва — 27 280 чел. (13,6 %); Московская область — 15 549 чел. (7,8 %); Тюменская область — 14 328 чел. (7,2 %) (ХМАО — 9793 чел. или 4,9 %); С-Петербург — 12072 чел. (6,0 %); Свердловская область — 11138 чел. (5,6 %); Новосибирская область — 10054 чел. (5,0 %) и т. д. |
| 30  | Калмыки                       | | 183 372          | 0,134   | Калмыкия — 162 740 чел. (88,7 %); Астраханская область — 6624 чел. (3,6 %) |
| 31  | Лакцы                         | | 178 630          | 0,130   | Дагестан — 161 276 чел. (90,3 %); Ставропольский край — 2644 чел. (1,5 %); Москва — 2185 чел. (1,2 %); Тюменская область — 1761 чел. (1,0 %) (ХМАО — 1268 чел. или 0,7 %);Кабардино-Балкария — 1462 чел. (0,8 %) |
| 32  | Грузины                       | аджарцы, ингилойцы, лазы, мегрелы, сваны | 157 803          | 0,115   | Москва — 38 934 чел. (24,7 %); Краснодарский край — 17 826 чел. (11,3 %); Московская область — 10 600 чел. (6,7 %); Северная Осетия-Алания — 9095 чел. (5,8 %); Ростовская область — 8296 чел. (5,3 %); С-Петербург — 8274 чел. (5,2 %); Ставропольский край — 7526 чел. (4,8 %) |
| 33  | Евреи                         | | 156 801          | 0,114   | Москва — 53 145 чел. (33,9 %); С-Петербург — 24 132 чел. (15,4 %); Московская область — 7164 чел. (4,6 %); Свердловская область — 5423 чел. (3,5 %); … ; Еврейская автономная область — 1628 чел. (1,0 %) |
| 34  | Молдаване                     | | 156 400          | 0,114   | Москва — 21 699 чел. (13,9 %); Московская область — 19 611 чел. (12,5 %); Тюменская область — 15 806 чел. (10,1 %) (ХМАО — 9476 чел. (6,1 %); ЯНАО — 4712 чел. (3,0 %)); Санкт-Петербург — 7200 чел. (4,6 %); Ростовская область — 6664 чел. (4,3 %); Краснодарский край — 5170 чел. (3,3 %) и т. д. |
| 35  | Корейцы                       | | 153 156          | 0,112   | Сахалинская область — 24 993 чел. (16,3 %); Приморский край — 18 824 чел. (12,3 %); Ростовская область — 11 597 чел. (7,6 %); Москва — 9783 чел. (6,4 %); Хабаровский край — 8015 чел. (5,2 %); Волгоградская область — 7044 чел. (4,6 %); Ставропольский край — 6759 чел. (4,4 %); Кабардино-Балкария — 4034 чел. (2,6 %) |
| 36  | Табасараны                    | | 146 360          | 0,107   | Дагестан — 118 848 чел. (81,2 %); Ставропольский край — 6951 чел. (4,7 %) |
| 37  | Адыгейцы                      | | 124 835          | 0,091   | Адыгея — 107 048 чел. (85,8 %); Краснодарский край — 13 834 чел. (11,1 %) |
| 38  | Балкарцы                      | | 112 924          | 0,082   | Кабардино-Балкария — 108 577 чел. (96,2 %) |
| 39  | Турки                         | | 105 058          | 0,077   | Ростовская область — 35 902 чел. (34,2 %); Кабардино-Балкария — 13 965 чел. (13,3 %); Ставропольский край — 10 419 чел. (9,9 %); Краснодарский край — 8527 чел. (8,1 %); Волгоградская область — 5252 чел. (5,0 %); Белгородская область — 4665 чел. (4,4 %); Северная Осетия-Алания — 3383 чел. (3,2 %) |
| 40  | Ногайцы                       | карагаши | 103 660          | 0,076   | Дагестан — 40 407 чел. (39,0 %); Ставропольский край — 22 006 чел. (21,2 %); Карачаево-Черкесия — 15 654 чел. (15,1 %); Астраханская область — 7589 чел. (7,3 %); ЯНАО — 3479 чел. (3,4 %); Чечня — 3444 чел. (3,3 %) |
| 41  | Киргизы                       | | 103 422          | 0,075   | Красноярский край — 8423 чел. (8,1 %); Новосибирская область — 6506 чел. (6,3 %); Свердловская область — 6304 чел. (6,1 %); Якутия (Саха) — 5022 чел. (4,9 %); Иркутская область — 4507 чел. (4,4 %) и др. |
| 42  | Коми-пермяки                  | | 94 456           | 0,069   | Пермский край — 81 084 чел. (85,8 %); Тюменская область — 2621 чел. (2,8 %) (ХМАО — 2134 чел. (2,3 %)); Свердловская область — 1328 чел. (1,4 %); Ростовская область — 1113 чел. (1,2 %); Республика Коми — 659 чел. (0,7 %) |
| 43  | Греки                         | греки-урумы | 85 640           | 0,062   | Ставропольский край — 33 573 чел. (39,2 %); Краснодарский край — 22 595 чел. (26,4 %) |
| 44  | Алтайцы                       | теленгиты, тубалары, челканцы | 74 238           | 0,054   | Алтай — 68 814 чел. (92,7 %) ; Алтайский край — 1763 чел. |
| 45  | Черкесы                       | | 73 184           | 0,053   | Карачаево-Черкесия — 56 466 чел. (77,2 %); Краснодарский край — 5258 чел. (7,2 %); Адыгея — 2651 чел. (3,6 %); Кабардино-Балкария — 2475 чел. (3,4 %); Ставропольский край — 2326 чел. (3,2 %); Москва — 1101 чел. (1,5 %); |
| 46  | Хакасы                        | | 72 959           | 0,053   | Хакасия — 63 643 чел. (87,2 %); Красноярский край — 4100 чел. (5,6 %) |
| 47  | Казаки                        | | 67 573           | 0,049   | Ростовская область — 29 682 чел. (43,9 %); Волгоградская область — 18 452 чел. (27,3 %); Краснодарский край — 5261 чел. (7,8 %); Ставропольский край — 3006 чел. (4,4 %); Карачаево-Черкесия — 465 чел. (0,7 %) |
| 48  | Карелы                        | | 60 815           | 0,044   | Карелия — 45 570 чел. (74,9 %); Тверская область — 7394 чел. (12,2 %); С-Петербург — 1396 чел. (2,3 %);Мурманская область — 1376 чел. (2,3 %); Ленинградская область — 1345 чел. (2,2 %) |
| 49  | Мордва-эрзя                   | | 57 008           | 0,042   | Мордовия — 49 579 чел. (87,0 %); Самарская область — 2328 чел. (4,1 %); Пензенская область — 1607 чел. (2,8 %); Нижегородская область — 1331 чел. (2,3 %); Ульяновская область — 690 чел. (1,2 %); Чувашия — 249 чел. (0,4 %) |
| 50  | Поляки                        | | 47 125           | 0,034   | Москва — 3122 чел. (6,6 %); Калининградская область — 2788 чел. (5,9 %); С-Петербург — 2647 чел. (5,6 %); Тюменская область — 2418 чел. (5,1 %); Омская область — 2231 чел. (4,7 %) |
| 51  | Ненцы                         | | 44 640           | 0,033   | Тюменская область — 31 621 чел. (55,5 %) (Ямало-Ненецкий АО — 29 772 чел. (52,2 %); Ханты-Мансийский АО — Югра — 1438 чел. (2,5 %)); Архангельская область — 8020 чел. (14,1 %) (Ненецкий АО — 7504 чел. (13,2 %)); Красноярский край — 3633 чел. (6,4 %); Республика Коми — 503 чел. (0,9 %) |
| 52  | Абазины                       | | 43 341           | 0,032   | Карачаево-Черкесия — 36 919 чел. (85,2 %); Ставропольский край — 3646 чел. (8,4 %); Тюменская область — 660 чел. (1,5 %, ХМАО — 422 чел. (1,0 %)); Кабардино-Балкария — 418 чел. (1,0 %) |
| 53  | Езиды                         | | 40 586           | 0,030   | Краснодарский край — 5023 чел. (12,4 %); Нижегородская область — 3781 чел. (9,3 %); Ставропольский край — 3348 чел. (8,2 %); Ярославская область — 3287 чел. (8,1 %); Новосибирская область — 2507 чел. (6,2 %) |
| 54  | Эвенки                        | | 38 396           | 0,028   | Якутия (Саха) — 21 008 чел. (54,7 %); Хабаровский край — 4654 чел. (12,1 %); Красноярский край — 4372 чел. (11,4 %); Бурятия — 2974 чел. (7,7 %); Амурская область — 1481 чел. (3,9 %); Забайкальский край — 1387 чел. (3,6 %); Иркутская область — 1272 чел. (3,3 %) |
| 55  | Туркмены                      | | 36 885           | 0,027   | Ставропольский край — 15 048 чел. (40,8 %); Москва — 2946 чел. (8,0 %); Астраханская область — 2286 чел. (6,2 %); Санкт-Петербург — 1469 чел. (4,0 %); Московская область — 1448 чел. (3,9 %) |
| 56  | Рутульцы                      | | 35 240           | 0,026   | Дагестан — 27 849 чел. (79,0 %); Ставропольский край — 1339 чел. (3,8 %); Ростовская область — 1067 чел. (.3,0 %); Калмыкия — 584 чел. (1,7 %) |
| 57  | Кряшены                       | | 34 822           | 0,025   | Татарстан — 29 962 чел. (86,0 %); Башкортостан — 3801 чел. (10,9 %); Удмуртия — 482 чел. (1,4 %) |
| 58  | Агулы                         | | 34 160           | 0,025   | Дагестан — 28 054 чел. (82,1 %); Ставропольский край — 1715 чел. (5,0 %); Саратовская область — 477 чел. (1,4 %); Ростовская область — 424 чел. (1,2 %); Краснодарский край — 391 чел. (1,1 %) |
| 59  | Литовцы                       | | 31 377           | 0,023   | Калининградская область — 9769 чел. (31,1 %); Москва — 1775 чел. (5,7 %); Санкт-Петербург — 1294 чел. (4,1 %); Красноярский край — 1277 чел. (4,1 %); Иркутская область — 1046 чел. (3,3 %) и т. д. |
| 60  | Ханты                         | | 30 943           | 0,023   | Тюменская область — 29 277 чел. (94,6 %) (Ханты-Мансийский АО — Югра — 19 068 чел. (61,6 %); Ямало-Ненецкий АО — 9489 чел., 30,7 %); Томская область — 718 чел. (2,3 %) |
| 61  | Китайцы                       | | 28 943           | 0,021   | Хабаровский край — 3898 чел. (13,5 %); Москва — 3222 чел. (11,1 %); Приморский край — 2857 чел. (9,9 %); Красноярский край — 2439 чел. (8,4 %) и т. д. |
| 62  | Болгары                       | | 24 038           | 0,018   | Тюменская область — 2734 чел. (11,4 %) (Ханты-Мансийский АО — Югра — 1430 чел. (5,9 %); Ямало-Ненецкий АО — 814 чел., 3,4 %); Краснодарский край — 2204 чел. (9,2 %); Москва — 1852 чел. (7,7 %); Московская область — 1719 чел. (7,2 %); Челябинская область — 849 чел. (3,5 %); Санкт-Петербург — 843 чел. (3,5 %) и т. д. |
| 63  | Горные марийцы                | | 23 559           | 0,017   | Марий Эл — 23 502 чел. (99,8 %) |
| 64  | Курды                         | | 23 232           | 0,017   | Краснодарский край — 5899 чел. (25,4 %); Адыгея — 4528 чел. (19,5 %); Саратовская область — 2851 чел. (12,3 %); Ставропольский край — 1790 чел. (7,7 %); Орловская область — 1353 чел. (5,8 %) и т. д. |
| 65  | Эвены                         | | 21 830           | 0,016   | Якутия (Саха) — 15 071 чел. (69,0 %); Магаданская область — 2635 чел. (12,1 %); Камчатский край — 1872 чел. (8,6 %); Чукотский АО — 1392 чел. (6,4 %); Хабаровский край — 575 чел. (2,6 %) |
| 66  | Дагестанцы                    | | 21 462           | 0,016   | Москва — 5997 чел. (27,9 %); Ставропольский край — 1506 чел. (7,0 %); Московская область — 1459 чел. (6,8 %); Ростовская область — 1443 чел. (6,7 %); Краснодарский край — 1169 чел. (5,4 %); С-Петербург — 1138 чел. (5,3 %); Тюменская область — 1011 чел. (4,7 %; ХМАО — 606 чел. или 2,8 %) и т. д. |
| 67  | Финны                         | финны-ингерманландцы | 20 267           | 0,015   | Карелия — 8577 чел. (42,3 %); Ленинградская область — 4366 чел. (21,5 %); С-Петербург — 2559 чел. (12,6 %) |
| 68  | Латыши                        | | 18 979           | 0,014   | Красноярский край — 2189 чел. (11,5 %); Москва — 1986 чел. (10,5 %); Омская область — 1444 чел. (7,6 %); С-Петербург — 1291 чел. (6,8 %); Башкортостан — 1117 чел. (5,9 %) и т. д. |
| 69  | Эстонцы                       | | 17 875           | 0,013   | Красноярский край — 2346 чел. (13,1 %); Омская область — 2082 чел. (11,6 %); С-Петербург — 1534 чел. (8,6 %); Москва — 1072 чел. (6,0 %) и т. д. |
| 70  | Чукчи                         | | 15 908           | 0,012   | Чукотский АО — 12 722 чел. (80,0 %); Камчатский край — 1496 чел. (9,4 %); Якутия (Саха) — 670 чел. (4,2 %); Магаданская область — 285 чел. (1,8 %) |
| 71  | Вьетнамцы                     | | 13 954           | 0,010   | Москва — 2970 чел. (21,3 %); Башкортостан — 1337 чел. (8,4 %); Московская область — 1110 чел. (7,0 %); Тульская область — 1058 чел. (56,7 %) |
| 72  | Гагаузы                       | | 13 690           | 0,010   | Тюменская область — 2530 чел. (18,5 %) (ХМАО — 1568 чел., 11,5 %); (ЯНАО — 812 чел., 5,9 %); Московская область — 1456 чел. (10,6 %) Москва — 1167 чел. (8,5 %) и т. д. |
| 73  | Россияне                      | афророссияне | 13 357           | 0,010   | Москва — 9034 чел. (67,6 %); Краснодарский край — 444 чел. (3,3 %); С-Петербург — 413 чел. (3,1 %); Московская область — 390 чел. (2,9 %); Ростовская область — 318 чел. (2,4 %); Башкортостан — 254 чел. (1,9 %); и т. д. |
| 74  | Шорцы                         | | 12 888           | 0,009   | Кемеровская область — 10 672 чел. (82,8 %); Хакасия — 1150 чел. (8,9 %) и др. |
| 75  | Цахуры                        | | 12 769           | 0,009   | Дагестан — 9771 чел. (76,5 %); Ставропольский край — 403 чел. (3,2 %) Ростовская область — 315 чел. (2,5 %); Тюменская область — 314 чел. (2,5 %) и т. д. |
| 76  | Манси                         | | 12 269           | 0,009   | Тюменская область — 11 614 чел. (94,7 %) (Ханты-Мансийский АО — Югра — 10 977 чел. (89,5 %)); Свердловская область — 251 чел. (2,0 %) |
| 77  | Нанайцы                       | | 12 003           | 0,009   | Хабаровский край — 11 009 чел. (91,7 %); Приморский край — 383 чел. (3,2 %); Сахалинская область — 148 чел. (1,2 %) |
| 78  | Андийцы                       | | 11 789           | 0,009   | Дагестан — 11 448 чел. (97,1 %) |
| 79  | Дидойцы                       | | 11 683           | 0,009   | Дагестан — 11 623 чел. (99,5 %) |
| 80  | Абхазы                        | | 11 249           | 0,008   | Москва — 3604 чел. (32,0 %); Краснодарский край — 2092 чел. (18,6 %); Ростовская область — 851 чел. (7,6 %); С-Петербург — 783 чел. (7,0 %); Московская область — 715 чел. (6,4 %); Адыгея — 252 чел. (2,2 %) |
| 81  | Ассирийцы                     | | 11 084           | 0,008   | Краснодарский край — 3440 чел. (31,0 %); Москва — 2172 чел. (19,6 %); Ростовская область — 1774 чел. (16,0 %); Ставропольский край — 785 чел. (7,1 %); С-Петербург — 369 чел. (3,3 %) |
| 82  | Арабы                         | алжирцы, арабы ОАЭ, бахрейнцы, египтяне, иорданцы, иракцы, йеменцы, катарцы, кувейтцы, ливанцы, ливийцы, мавританцы, марокканцы, оманцы, палестинцы, саудовцы, сирийцы, суданцы, тунисцы | 9583             | 0,007   | Москва — 2358 чел. (24,6 %); С-Петербург — 929 чел. (9,7 %); Краснодарский край — 530 чел. (5,5 %); Московская область — 461 чел. (4,8 %) и т. д. |
| 83  | Нагайбаки                     | | 8148             | 0,006   | Челябинская область — 7679 чел. (94,2 %); Тюменская область — 166 чел. или 2,0 % (ХМАО — 138 чел. или 1,7 %) |
| 84  | Коряки                        | | 7953             | 0,006   | Камчатский край — 6640 чел. (83,5 %); Магаданская область — 888 чел. (11,2 %) |
| 85  | Ахвахцы                       | | 7930             | 0,006   | Дагестан — 7923 чел. (99,9 %) |
| 86  | Долганы                       | | 7885             | 0,006   | Красноярский край — 5810 чел. (73,7 %); Якутия (Саха) — 1906 чел. (24,2 %) |
| 87  | Сибирские татары              | | 6779             | 0,005   | Тюменская область — 6676 чел. или 98,5 % |
| 88  | Коми-ижемцы                   | | 6420             | 0,005   | Республика Коми — 5725 чел. (89,2 %); Мурманская область — 472 чел. (7,4 %) |
| 89  | Бежтинцы                      | | 5958             | 0,004   | Дагестан — 5956 чел. (100,0 %) |
| 90  | Вепсы                         | | 5936             | 0,004   | Карелия — 3423 чел. (57,7 %); Ленинградская область — 1380 чел. (23,2 %); Вологодская область — 412 чел. (6,9 %); С-Петербург — 271 чел. (4,6 %); Мурманская область — 82 чел. (1,4 %) |
| 91  | Афганцы (пуштуны)             | | 5350             | 0,004   | Москва — 1572 чел. (29,4 %); Ростовская область — 578 чел. (10,8 %); Московская область — 403 чел. (7,5 %); Краснодарский край — 350 чел. (6,5 %); Ставропольский край — 316 чел. (5,9 %); С-Петербург — 301 чел. (5,6 %) и т. д. |
| 92  | Турки-месхетинцы              | | 4825             | 0,004   | Калмыкия — 3675 чел. (76,2 %); Ростовская область — 287 чел. (5,9 %); Краснодарский край — 158 чел. (3,3 %); Белгородская область — 144 чел. (3,0 %); Волгоградская область — 115 чел. (2,4 %) |
| 93  | Каратинцы                     | | 4787             | 0,003   | Дагестан — 4761 чел. (99,5 %) |
| 94  | Мордва-мокша                  | | 4767             | 0,003   | Мордовия — 4178 чел. (87,6 %); Москва — 94 чел. (2,0 %); Московская область — 87 чел. (1,8 %); Самарская область — 85 чел. (1,8 %) |
| 95  | Нивхи                         | | 4652             | 0,003   | Сахалинская область — 2290 чел. (49,2 %); Хабаровский край — 2149 чел. (46,2 %) |
| 96  | Удины                         | | 4267             | 0,003   | Ростовская область — 1866 чел. (43,7 %); Краснодарский край — 776 чел. (18,2 %); Волгоградская область — 327 чел. (7,7 %); Ставропольский край — 300 чел. (7,0 %) |
| 97  | Индийцы (хинди)               | | 4058             | 0,003   | Смоленская область — 660 чел. (16,3 %); Тверская область — 462 чел. (11,4 %); С-Петербург — 459 чел. (11,3 %); Ставропольский край — 449 чел. (11,1 %); Архангельская область — 368 чел. (9,1 %); Ростовская область — 336 чел. (8,3 %); Москва — 246 чел. (6,1 %) |
| 98  | Шапсуги                       | | 3882             | 0,003   | Краснодарский край — 3839 чел. (98,9 %) |
| 99  | Теленгиты                     | | 3712             | 0,003   | Алтай — 3648 чел. (98,3 %) |
| 100 | Персы                         | | 3696             | 0,003   | Дагестан — 503 чел. (13,6 %); Москва — 431 чел. (11,7 %); Кабардино-Балкария — 418 чел. (11,3 %); С-Петербург — 207 чел. (5,6 %); Московская область — 196 чел. (5,3 %); Астраханская область — 123 чел. (3,3 %); Ставропольский край — 108 чел. (2,9 %) и т. д. |
| 101 | Уйгуры                        | | 3696             | 0,003   | Тюменская область — 302 чел. (8,2 %) (ХМАО — 199 чел. (5,3 %)); Москва — 246 чел. (6,7 %); Новосибирская область — 196 чел. (5,3 %); Свердловская область — 174 чел. (4,7 %); Алтайский край — 152 чел. (4,1 %); Московская область — 150 чел. (4,1 %) |
| 102 | Селькупы                      | | 3649             | 0,003   | Тюменская область — 2065 чел. (56,6 %) (ЯНАО — 1988 чел. (54,5 %)); Томская область — 1181 чел. (32,4 %); Красноярский край — 281 чел. (7,7 %) |
| 103 | Сойоты                        | | 3608             | 0,003   | Бурятия — 3579 чел. (99,2 %) |
| 104 | Сербы                         | | 3510             | 0,003   | Москва — 1159 чел. (33,0 %); Московская область — 353 чел. (10,1 %); Краснодарский край — 302 чел. (8,6 %); С-Петербург — 146 чел. (4,2 %); Тюменская область — 140 чел. (4,0 %) |
| 105 | Ботлихцы                      | | 3508             | 0,003   | Дагестан — 3503 чел. (99,9 %) |
| 106 | Румыны                        | | 3201             | 0,002   | Москва — 266 чел. (7,7 %); Ростовская область — 248 чел. (7,7 %); Тюменская область — 227 чел. (7,1 %) (ХМАО — 132 чел. (4,1 %); Краснодарский край — 181 чел. (5,7 %); Московская область — 160 чел. (5,0 %) |
| 107 | Ительмены                     | | 3193             | 0,002   | Камчатский край — 2394 чел. (75,0 %); Магаданская область — 613 чел. (19,2 %) |
| 108 | Поморы                        | | 3113             | 0,002   | Архангельская область — 2015 чел. (64,7 %); Карелия — 504 чел. (16,2 %); Мурманская область — 235 чел. (7,5 %) |
| 109 | Монголы                       | | 2986             | 0,002   | Иркутская область — 867 чел. (29,0 %); Бурятия — 395 чел. (13,2 %); Москва — 334 чел. (11,2 %); С-Петербург — 179 чел. (6,0 %) |
| 110 | Кумандинцы                    | | 2892             | 0,002   | Алтайский край — 1401 чел. (48,4 %); Алтай — 1062 чел. (36,7 %); Кемеровская область — 225 чел. (7,8 %) |
| 111 | Венгры                        | | 2781             | 0,002   | Москва — 323 чел. (11,6 %); Оренбургская область — 227 чел. (8,2 %); Ростовская область — 183 чел. (6,6 %); Московская область — 139 чел. (5,0 %); Тюменская область — 110 чел. (4,0 %); С-Петербург — 107 чел. (3,8 %); Краснодарский край — 106 чел. (3,8 %); Ставропольский край — 104 чел. (3,7 %) |
| 112 | Ульчи                         | | 2765             | 0,002   | Хабаровский край — 2621 чел. (94,8 %) |
| 113 | Телеуты                       | | 2643             | 0,002   | Кемеровская область — 2520 чел. (95,3 %); Алтай — 37 чел. (1,4 %) |
| 114 | Талыши                        | | 2529             | 0,002   | Москва — 535 (21,2 %); Тюменская область — 309 чел. (12,2 %) (ХМАО — 165 чел. или 6,5 %, ЯНАО — 117 чел. 4,6 %); С-Петербург — 212 чел. (8,4 %); Свердловская область — 148 чел. (5,9 %); Московская область — 108 чел. (4,3 %) |
| 115 | Крымские татары               | | 2449             | 0,002   | Краснодарский край — 1407 чел. (57,4 %); Москва — 129 чел. (5,3 %); Тюменская область — 89 чел. (3,6 %); Ростовская область — 85 чел. (3,5 %) |
| 116 | Бесермяне                     | | 2201             | 0,002   | Удмуртия — 2111 чел. (95,9 %) |
| 117 | Хемшилы                       | | 2047             | 0,001   | Краснодарский край — 1414 чел. (69,1 %); Ростовская область — 306 чел. (14,9 %); Воронежская область — 265 чел. 12,9 %) |
| 118 | Тубалары                      | | 1965             | 0,001   | Алтай — 1891 чел. (96,2 %) |
| 119 | Камчадалы                     | | 1927             | 0,001   | Камчатский край — 1551 чел. (80,5 %); Магаданская область — 280 чел. (14,5 %) |
| 120 | Чехи                          | | 1898             | 0,001   | Краснодарский край — 416 чел. (21,9 %); Москва — 196 чел. (10,3 %); Омская область — 144 чел. (7,6 %); С-Петербург — 74 чел. (3,9 %); Адыгея — 73 чел. (3,8 %) и т. д. |
| 121 | Тоджинцы (тыва-тоджинцы)      | | 1858             | 0,001   | Тыва — 1856 чел. (100,0 %) |
| 122 | Саамы                         | | 1771             | 0,001   | Мурманская область — 1599 чел. (90,3 %); С-Петербург — 37 чел. (2,1 %); Ленинградская область — 17 чел. (1,0 %); |
| 123 | Эскимосы                      | | 1738             | 0,001   | Чукотский АО — 1529 чел. (88,0 %); Магаданская область — 33 чел. (1,9 %); Хабаровский край — 20 чел. (1,2 %); Камчатский край — 14 чел. (0,8 %) |
| 124 | Булгары                       | | 1732             | 0,001   | Татарстан — 484 чел. (27,9 %); Оренбургская область — 235 чел. (13,6 %); Москва — 159 чел. (9,2 %); Ульяновская область — 147 чел. (8,5 %); Башкортостан — 128 чел. (7,4 %); С-Петербург — 70 чел. (4,0 %) и т. д. |
| 125 | Дунгане                       | | 1651             | 0,001   | Саратовская область — 760 чел. (46,0 %); Алтайский край — 207 чел. (12,5 %) |
| 126 | Юкагиры                       | | 1603             | 0,001   | Якутия (Саха) — 1281 чел. (79,9 %); Чукотский АО — 198 чел. (12,4 %); Магаданская область — 71 чел. (4,4 %) |
| 127 | Таты                          | | 1585             | 0,001   | Дагестан — 456 чел. (28,7 %); Москва — 379 чел. (23,9 %); Ставропольский край — 226 чел. (14,3 %); Московская область — 94 чел. (5,9 %) |
| 128 | Американцы США                | | 1572             | 0,001   | Москва — 578 чел. (36,8 %); С-Петербург — 219 чел. (13,9 %); Сахалинская область — 113 чел. (7,2 %); Новосибирская область — 59 чел. (3,8 %) |
| 129 | Удэгейцы                      | | 1496             | 0,001   | Приморский край — 793 чел. (53,0 %); Хабаровский край — 620 чел. (41,4 %) |
| 130 | Французы                      | | 1475             | 0,001   | Москва — 775 чел. (52,5 %); С-Петербург — 144 чел. (9,8 %); Московская область — 91 чел. (6,2 %) |
| 131 | Каракалпаки                   | | 1466             | 0,001   | Волгоградская область — 212 чел. (14,5 %); Московская область — 130 чел. (8,9 %); Москва — 128 чел. (8,7 %); Астраханская область — 99 чел. (6,8 %); Татарстан — 71 чел. (4,8 %); Саратовская область — 66 чел. (4,5 %); Оренбургская область — 66 чел. (4,5 %) |
| 132 | Итальянцы                     | | 1370             | 0,001   | Москва — 609 чел. (44,4 %); С-Петербург — 193 чел. (14,1 %); Московская область — 62 чел. (4,5 %) |
| 133 | Кеты                          | | 1219             | 0,001   | Красноярский край — 957 чел. (78,5 %); Томская область — 141 чел. (11,6 %); Тюменская область — 26 чел. (2,1 %) (ХМАО — 12 чел., 1,0 %; ЯНАО — 9 чел., 0,7 %); Хакасия — 8 чел. (6,2 %); С-Петербург — 8 чел. (6,2 %) |
| 134 | Малайцы                       | | 1194             | 0,001   | Нижегородская область — 528 чел. (44,2 %); Волгоградская область — 255 чел. (21,4 %); Москва — 234 чел. (19,6 %); Курская область — 82 чел. (6,9 %); С-Петербург — 47 чел. (3,9 %); Сахалинская область — 39 чел. (3,3 %) |
| 135 | Челканцы                      | | 1181             | 0,001   | Алтай — 1113 чел. (94,2 %) |
| 136 | Испанцы                       | | 1162             | 0,001   | Москва — 625 чел. (53,8 %); Московская область — 81 чел. (7,0 %); С-Петербург — 74 чел. (6,4 %); Ростовская область — 49 чел. (4,2 %) |
| 137 | Латгальцы                     | | 1089             | 0,001   | Красноярский край — 577 чел. (53,0 %); Новосибирская область — 171 чел. (15,7 %); Томская область — 89 чел. (8,2 %); Кемеровская область — 65 чел. (6,0 %) |
| 138 | Словенцы                      | | 1008             | 0,001   | Москва — 217 чел. (21,6 %); С-Петербург — 79 чел. (7,8 %); Ставропольский край — 55 чел. (5,5 %); Краснодарский край — 50 чел. (5,0 %); Московская область — 46 чел. (4,6 %) |
| 139 | Чуванцы                       | | 1002             | 0,001   | Чукотский АО — 897 чел. (89,5 %); Магаданская область — 57 чел. (5,7 %) |
| 140 | Британцы                      | англичане, шотландцы | 950              | 0,001   | Москва — 498 чел. (52,4 %); С-Петербург — 102 чел. (10,7 %); Сахалинская область — 96 чел. (10,1 %) |
| 141 | Гунзибцы                      | | 918              | 0,001   | Дагестан — 918 чел. (100,0 %) |
| 142 | Японцы                        | | 888              | 0,001   | Москва — 280 чел. (31,5 %); Сахалинская область — 219 чел. (24,6 %); С-Петербург — 65 чел. (7,3 %); Хабаровский край — 60 чел. (6,8 %); Приморский край — 193 чел. (4,5 %) |
| 143 | Нганасаны                     | | 862              | 0,001   | Красноярский край — 807 чел. (93,6 %) |
| 144 | Мишари                        | | 786              | 0,001   | Татарстан — 545 чел. (69,3 %); Башкортостан — 93 чел. (11,8 %); Челябинская область — 50 чел. (6,4 %) |
| 145 | Горские евреи (таты-иудаисты) | | 762              | 0,001   | Дагестан — 196 чел. (25,7 %); Москва — 165 чел. (21,7 %); Кабардино-Балкария — 124 чел. (16,3 %); Ставропольский край — 94 чел. (12,3 %) |
| 146 | Тофалары                      | | 762              | 0,001   | Иркутская область — 678 чел. (89,0 %); Красноярский край — 23 чел. (3,0 %) |
| 147 | Кистины                       | | 707              | 0,001   | Чечня — 136 чел. (19,2 %); Ингушетия — 113 чел. (16,0 %); Ростовская область — 86 чел. (12,2 %); Тюменская область — 53 чел. (7,5 %); Орловская область — 46 чел. (6,5 %) и т. д. |
| 148 | Кубинцы                       | | 676              | 0,000   | Москва — 223 чел. (33,0 %); Московская область — 72 чел. (10,7 %); С-Петербург — 63 чел. (9,3 %) |
| 149 | Нигерийцы                     | йоруба, фульбе | 651              | 0,000   | Москва — 152 чел. (23,3 %); Краснодарский край — 64 чел. (9,8 %); Архангельская область — 62 чел. (9,5 %); С-Петербург — 47 чел. (7,2 %); Воронежская область — 34 чел. (5,2 %) и т. д. |
| 150 | Тиндалы                       | | 635              | 0,000   | Дагестан — 634 чел. (99,8 %) |
| 151 | Мегрелы                       | | 600              | 0,000   | Краснодарский край — 140 чел. (23,3 %); Москва — 123 чел. (20,5 %); Ростовская область — 48 чел. (8,0 %); С-Петербург — 44 чел. (7,3 %) |
| 152 | Орочи                         | | 596              | 0,000   | Хабаровский край — 441 чел. (74,0 %); Магаданская область — 76 чел. (12,8 %); Сахалинская область — 28 чел. (4,7 %); Приморский край — 19 чел. (3,2 %) |
| 153 | Бирманцы (мьянма)             | | 588              | 0,000   | Москва — 265 чел. (45,0 %); С-Петербург — 139 чел. (23,6 %); Курская область — 100 чел. (17,0 %); Московская область — 57 чел. (9,7 %) |
| 154 | Хваршины                      | | 527              | 0,000   | Дагестан — 526 чел. (99,8 %) |
| 155 | Негидальцы                    | | 513              | 0,000   | Хабаровский край — 480 чел. (93,6 %) |
| 156 | Пакистанцы                    | белуджи, пенджабцы, синдхи | 507              | 0,000   | Москва — 112 чел. (22,1 %); Московская область — 46 чел. (9,1 %); С-Петербург — 45 чел. (8,9 %) |
| 157 | Алеуты                        | | 482              | 0,000   | Камчатский край — 401 чел. (83,2 %); Москва — 14 чел. (2,9 %) |
| 158 | Ангольцы                      | | 457              | 0,000   | Ростовская область — 41 чел. (9,0 %); Краснодарский край — 39 чел. (8,5 %); Воронежская область — 38 чел. (8,3 %); Ивановская область — 35 чел. (7,7 %); Белгородская область — 35 чел. (7,7 %); Тверская область — 33 чел. (7,2 %); Чувашия — 31 чел. (6,8 %); Москва — 30 чел. (6,6 %); С-Петербург — 29 чел. (6,3 %) и т. д. |
| 159 | Гинухцы                       | | 443              | 0,000   | Дагестан — 439 чел. (99,1 %) |
| 160 | Финны-ингерманландцы          | | 441              | 0,000   | С-Петербург — 178 чел. (40,4 %); Карелия — 152 чел. (34,5 %); Ленинградская область — 49 чел. (11,1 %) |
| 161 | Годоберинцы                   | | 427              | 0,000   | Дагестан — 426 чел. (99,8 %) |
| 162 | Голландцы (нидерландцы)       | | 417              | 0,000   | Москва — 109 чел. (26,1 %); Сахалинская область — 88 чел. (21,1 %); С-Петербург — 45 чел. (10,8 %); Хабаровский край — 22 чел. (5,3 %) |
| 163 | Конголезцы                    | конго и др. банту | 410              | 0,000   | |
| 164 | Бангладешцы                   | бенгальцы | 392              | 0,000   | Москва — 160 чел. (40,8 %); Московская область — 50 чел. (12,8 %); С-Петербург — 37 чел. (9,4 %) |
| 165 | Кенийцы                       | кикуйю, масаи | 374              | 0,000   | Нижегородская область — 76 чел. (20,3 %); Саратовская область — 71 чел. (19,0 %); Воронежская область — 71 чел. (19,0 %); Москва — 30 чел. (8,0 %) |
| 166 | Памирцы                       | рушанцы, баджуйцы, шугнанцы и др. | 363              | 0,000   | Москва — 96 чел. (26,4 %); Московская область — 64 чел. (18,2 %); Свердловская область — 27 чел. (7,4 %); |
| 167 | Чулымцы                       | | 355              | 0,000   | Томская область — 204 чел. (57,5 %); Красноярский край — 145 чел. (40,8 %) |
| 168 | Ланкийцы                      | сингалы | 326              | 0,000   | Тверская область — 105 чел. (32,2 %); Курская область — 94 чел. (28,8 %); Москва — 20 чел. (6,1 %) |
| 169 | Македонцы                     | | 325              | 0,000   | Краснодарский край — 68 чел. (20,9 %); Москва — 63 чел. (19,4 %); Московская область — 27 чел. (8,3 %) |
| 170 | Словаки                       | | 324              | 0,000   | Москва — 60 чел. (18,5 %); С-Петербург — 28 чел. (8,6 %) |
| 171 | Гвинейцы                      | мандинка | 320              | 0,000   | Ростовская область — 65 чел. (20,3 %); Воронежская область — 33 чел. (10,3 %); Орловская область — 26 чел. (8,1 %); Чувашия — 26 чел. (8,1 %); Астраханская область — 22 чел. (6,9 %); Москва — 22 чел. (6,9 %) |
| 172 | Замбийцы                      | | 319              | 0,000   | Ростовская область — 61 чел. (19,1 %); С-Петербург — 46 чел. (14,4 %); Тамбовская область — 30 чел. (9,4 %); Белгородская область — 26 чел. (8,2 %); Рязанская область — 24 чел. (7,5 %); Воронежская область — 24 чел. (7,5 %) |
| 173 | Хорваты                       | | 304              | 0,000   | Москва — 145 чел. (47,7 %); Московская область — 24 чел. (7,9 %) |
| 174 | Австрийцы                     | | 302              | 0,000   | Москва — 105 чел. (34,8 %); С-Петербург — 30 чел. (9,9 %); Ставропольский край — 16 чел. (5,3 %); Московская область — 15 чел. (5,0 %) |
| 175 | Уйльта (ороки)                | | 295              | 0,000   | Сахалинская область — 259 чел. (87,8 %) |
| 176 | Эфиопы                        | амхара, оромо, тигре, харари | 285              | 0,000   | Москва — 85 чел. (29,8 %); С-Петербург — 36 чел. (12,6 %); Московская область — 28 чел. (9,8 %) |
| 177 | Тазы (удэ)                    | | 274              | 0,000   | Приморский край — 253 чел. (92,3 %) |
| 178 | Ижорцы                        | | 266              | 0,000   | Ленинградская область — 169 чел. (63,5 %); С-Петербург — 37 чел. (13,9 %); Карелия — 19 чел. (7,1 %) |
| 179 | Бразильцы                     | | 266              | 0,000   | Москва — 105 чел. (39,5 %); Курская область — 94 чел. (35,3 %); Белгородская область — 21 чел. (7,9 %) |
| 180 | Камерунцы                     | бамилике, фанг и др. | 266              | 0,000   | Москва — 41 чел. (15,4 %); С-Петербург — 40 чел. (15,0 %); Новгородская область — 32 чел. (12,0 %); Рязанская область — 22 чел. (8,3 %) |
| 181 | Шведы                         | | 264              | 0,000   | Москва — 84 чел. (31,8 %); С-Петербург — 64 чел. (24,2 %) |
| 182 | Югославы                      | | 257              | 0,000   | Москва — 110 чел. (42,8 %); Краснодарский край — 31 чел. (12,1 %); Московская область — 22 чел. (8,6 %) |
| 183 | Боснийцы                      | | 256              | 0,000   | Москва — 78 чел. (30,5 %); Краснодарский край — 49 чел. (19,1 %); С-Петербург — 22 чел. (8,6 %) |
| 184 | Албанцы                       | | 248              | 0,000   | Москва — 59 чел. (23,8 %); С-Петербург — 18 чел. (7,3 %); Краснодарский край — 16 чел. (6,5 %); Воронежская область — 13 чел. (5,2 %); Московская область — 13 чел. (5,2 %); Ставропольский край — 11 чел. (4,4 %) |
| 185 | Энцы                          | | 227              | 0,000   | Красноярский край — 221 чел. (97,4 %) |
| 186 | Русины                        | | 225              | 0,000   | Москва — 35 чел. (15,6 %); Ростовская область — 15 чел. (6,7 %) |
| 187 | Осетины-дигорцы               | | 223              | 0,000   | Северная Осетия-Алания — 197 чел. (88,3 %) |
| 188 | Лугово-восточные марийцы      | | 218              | 0,000   | Марий Эл — 200 чел. (91,7 %) |
| 189 | Сету                          | | 214              | 0,000   | Псковская область — 123 чел. (57,5 %); Красноярский край — 75 чел. (35,0 %) |
| 190 | Аджарцы                       | | 211              | 0,000   | Москва — 56 чел. (26,5 %); Краснодарский край — 44 чел. (21,5 %) |
| 191 | Непальцы                      | | 211              | 0,000   | Тверская область — 84 чел. (39,8 %); Москва — 50 чел. (23,7 %); С-Петербург — 13 чел. (6,1 %); Московская область — 10 чел. (4,7 %) |
| 192 | Караимы                       | | 205              | 0,000   | Москва — 89 чел. (43,4 %); С-Петербург — 22 чел. (10,7 %); Московская область — 18 чел. (8,8 %) |
| 193 | Ганцы                         | эве | 190              | 0,000   | Рязанская область — 24 чел. (12,6 %); Москва — 23 чел. (12,1 %); Новгородская область — 23 чел. (12,1 %); С-Петербург — 20 чел. (10,5 %); Белгородская область — 16 чел. (8,4 %) |
| 194 | Черногорцы                    | | 181              | 0,000   | Москва — 89 чел. (49,2 %); Татарстан — 37 чел. (20,4 %) |
| 195 | Перуанцы                      | | 180              | 0,000   | Москва — 83 чел. (46,1 %); С-Петербург — 15 чел. (8,3 %) |
| 196 | Эквадорцы                     | | 164              | 0,000   | Белгородская область — 33 чел. (20,1 %); Москва — 32 чел. (19,5 %); С-Петербург — 20 чел. (12,2 %) |
| 197 | Лазы                          | | 160              | 0,000   | Краснодарский край — 61 чел. (38,1 %); Ростовская область — 32 чел. (20,0 %); Воронежская область — 20 чел. (12,5 %); Москва — 12 чел. (7,5 %) |
| 198 | Таиландцы                     | тайцы | 159              | 0,000   | Москва — 69 чел. (43,3 %); С-Петербург — 28 чел. (17,6 %) |
| 199 | Бельгийцы                     | валлоны, фламандцы | 137              | 0,000   | Москва — 60 чел. (43,8 %); С-Петербург — 25 чел. (18,2 %) |
| 200 | Колумбийцы                    | | 136              | 0,000   | Москва — 65 чел. (47,8 %); С-Петербург — 18 чел. (13,2 %); Белгородская область — 14 чел. (10,3 %) |
| 201 | Канадцы                       | англоканадцы, франкоканадцы | 131              | 0,000   | Москва — 46 чел. (35,1 %); С-Петербург — 17 чел. (13,0 %); Сахалинская область — 12 чел. (9,2 %) |
| 202 | Австралийцы                   | | 128              | 0,000   | Сахалинская область — 49 чел. (38,3 %); Москва — 27 чел. (21,1 %); С-Петербург — 25 чел. (19,5 %); Сахалинская область — 12 чел. (9,2 %) |
| 203 | Тюрки                         | | 124              | 0,000   | Москва — 17 чел. (13,7 %); Московская область — 11 чел. (8,9 %); Дагестан — 8 чел. (6,5 %) и т. д. |
| 204 | Ирландцы                      | | 123              | 0,000   | Москва — 54 чел. (43,9 %); С-Петербург — 19 чел. (15,4 %) |
| 205 | Кубачинцы                     | | 120              | 0,000   | Дагестан — 101 чел. (84,2 %) |
| 206 | Суданцы                       | | 117              | 0,000   | Пермский край — 19 чел. (16,2 %); Мордовия — 17 чел. (14,5 %); Москва — 12 чел. (10,3 %); Тверская область — 11 чел. (9,4 %) и т. д. |
| 207 | Филиппинцы                    | | 111              | 0,000   | Москва — 81 чел. (73,0 %); Сахалинская область — 20 чел. (18,0 %) |
| 208 | Айны                          | | 109              | 0,000   | Камчатский край — 94 чел. (86,2 %); Приморский край — 4 чел. (3,7 %) |
| 209 | Танзанийцы                    | | 104              | 0,000   | Нижегородская область — 41 чел. (39,4 %); Москва — 13 чел. (12,5 %) |
| 210 | Мексиканцы                    | | 101              | 0,000   | Москва — 40 чел. (39,6 %); С-Петербург — 14 чел. (13,9 %) |
| 211 | Португальцы                   | | 100              | 0,000   | Москва — 47 чел. (47,0 %); С-Петербург — 10 чел. (10,0 %) |
| 212 | Ингилойцы                     | | 98               | 0,000   | Красноярский край — 72 чел. (73,5 %) |
| 213 | Норвежцы                      | | 98               | 0,000   | Москва — 28 чел. (28,6 %); С-Петербург — 20 чел. (20,4 %); Мурманская область — 11 чел. (11,2 %) |
| 214 | Лаосцы                        | | 96               | 0,000   | Смоленская область — 12 чел. (12,5 %); Омская область — 11 чел. (11,5 %); С-Петербург — 10 чел. (10,4 %); Нижегородская область — 8 чел. (8,3 %); Якутия — 7 чел. (7,3 %) и т. д. |
| 215 | Швейцарцы                     | германошвейцарцы, франкошвейцарцы, италошвейцарцы | 93               | 0,000   | Москва — 46 чел. (49,5 %); С-Петербург —15 чел. (16,1 %) |
| 216 | Крымчаки                      | | 90               | 0,000   | Краснодарский край — 35 чел. (38,9 %); Москва — 20 чел. (22,2 %) |
| 217 | Индонезийцы                   | | 88               | 0,000   | Москва — 28 чел. (31,8 %); С-Петербург —10 чел. (11,4 %); Ростовская область — 9 чел. (10,2 %) |
| 218 | Камбоджийцы                   | кхмеры | 88               | 0,000   | Воронежская область — 15 чел. (17,0 %); Белгородская область —12 чел. (13,6 %); Смоленская область — 8 чел. (9,1 %); С-Петербург — 8 чел. (9,1 %) и т. д. |
| 219 | Бурундийцы                    | | 83               | 0,000   | Воронежская область — 17 чел. (20,5 %); Москва — 12 чел. (14,5 %); С-Петербург — 12 чел. (14,5 %); Смоленская область — 9 чел. (10,8 %) и т. д. |
| 220 | Котдивуарцы                   | диула и др. | 79               | 0,000   | С-Петербург — 17 чел. (21,5 %); Астраханская область — 13 чел. (10,8 %); Ивановская область — 13 чел. (10,8 %) и т. д. |
| 221 | Грузинские евреи              | | 78               | 0,000   | Свердловская область — 34 чел. (43,6 %); Красноярский край — 18 чел. (23,1 %); Москва — 17 чел. (21,8 %) |
| 222 | Намибийцы                     | нама, дамара, овамбо | 77               | 0,000   | Ярославская область — 14 чел. (18,2 %); Ростовская область — 9 чел. (11,7 %); Нижегородская область — 8 чел. (10,4 %); С-Петербург — 6 чел. (7,8 %); Москва — 6 чел. (7,8 %) и т. д. |
| 223 | Чеченцы-аккинцы               | | 76               | 0,000   | Москва — 16 чел. (21,1 %); Дагестан — 15 чел. (19,7 %) |
| 224 | Израильтяне                   | | 76               | 0,000   | Москва — 28 чел. (36,8 %); С-Петербург — 17 чел. (22,4 %) |
| 225 | Чадцы                         | хауса и др. | 73               | 0,000   | Ивановская область — 17 чел. (23,3 %); Татарстан — 8 чел. (11,0 %); Ростовская область — 7 чел. (9,6 %) и т. д. |
| 226 | Малийцы                       | бамбара, догоны и др. | 72               | 0,000   | С-Петербург — 15 чел. (20,8 %); Краснодарский край — 10 чел. (13,9 %); Москва — 8 чел. (11,1 %) и т. д. |
| 227 | Чилийцы                       | | 68               | 0,000   | Москва — 40 чел. (58,8 %); Краснодарский край — 10 чел. (14,7 %) и т. д. |
| 228 | Датчане                       | | 66               | 0,000   | Москва — 34 чел. (51,5 %); С-Петербург — 14 чел. (21,2 %) |
| 229 | Аргентинцы                    | | 65               | 0,000   | Москва — 30 чел. (46,2 %) |
| 230 | Водь                          | | 64               | 0,000   | Ленинградская область — 33 чел. (51,6 %); С-Петербург — 26 чел. (40,6 %) |
| 231 | Киприоты                      | греки-киприоты, турки-киприоты | 61               | 0,000   | Москва — 32 чел. (52,5 %); Краснодарский край — 7 чел. (11,5 %), С-Петербург — 6 чел. (9,8 %) |
| 232 | Бенинцы                       | йоруба, фон и др. | 60               | 0,000   | Москва — 15 чел. (25,0 %); Татарстан — 9 чел. (15,0 %); С-Петербург — 8 чел. (13,3 %) |
| 233 | Южноафриканцы                 | зулусы и др. | 60               | 0,000   | Москва — 22 чел. (36,7 %); С-Петербург — 6 чел. (10,0 %) и т. д. |
| 234 | Мозамбикцы                    | | 56               | 0,000   | С-Петербург — 8 чел. (14,3 %); Белгородская область — 8 чел. (14,3 %); Воронежская область — 7 чел. (12,5 %); Татарстан — 6 чел. (10,7 %) |
| 235 | Боливийцы                     | | 54               | 0,000   | Москва — 30 чел. (55,6 %); Московская область — 6 чел. (11,1 %) |
| 236 | Среднеазиатские цыгане        | | 49               | 0,000   | Башкортостан — 40 чел. (81,6 %); Московская область — 7 чел. (14,3 %) |
| 237 | Осетины-иронцы                | | 48               | 0,000   | Северная Осетия — 35 чел. (72,9 %) |
| 238 | Руандийцы                     | | 48               | 0,000   | С-Петербург — 21 чел. (73,8 %) |
| 239 | Сенегальцы                    | волофы | 47               | 0,000   | Воронежская область — 12 чел. (25,5 %); Москва — 11 чел. (23,4 %); Белгородская область — 10 чел. (21,3 %) |
| 240 | Сваны                         | | 45               | 0,000   | Краснодарский край — 8 чел. (17,8 %) |
| 241 | Новогвинейцы                  | папуасы | 45               | 0,000   | С-Петербург — 10 чел. (22,2 %); Москва — 8 чел. (17,8 %) и т. д. |
| 242 | Венесуэльцы                   | | 44               | 0,000   | Сахалинская область — 11 чел. (25,0 %); Москва — 8 чел. (18,2 %); Удмуртия — 8 чел. (18,2 %) |
| 243 | Маврикийцы                    | | 44               | 0,000   | Нижегородская область — 14 чел. (31,8 %); Москва — 11 чел. (25,0 %) |
| 244 | Курманч (курманджи)           | | 42               | 0,000   | Краснодарский край — 35 чел. (83,3 %); Москва — 6 чел. (14,3 %) |
| 245 | Зимбабвийцы                   | | 40               | 0,000   | Рязанская область — 13 чел. (32,5 %); Москва — 7 чел. (17,5 %) |
| 246 | Сомалийцы                     | | 38               | 0,000   | Московская область — 7 чел. (18,4 %); Москва — 5 чел. (13,2 %) |
| 247 | Малагасийцы                   | | 37               | 0,000   | Москва — 14 чел. (37,8 %); С-Петербург — 4 чел. (10,8 %); Краснодарский край — 4 чел. (10,8 %) |
| 248 | Никарагуанцы                  | | 34               | 0,000   | Москва — 8 чел. (23,5 %); Краснодарский край — 6 чел. (17,6 %) |
| 249 | Мальдивцы                     | | 33               | 0,000   | Нижегородская область — 25 чел. (75,8 %) |
| 250 | Среднеазиатские евреи         | | 32               | 0,000   | Москва — 12 чел. (37,5 %); Красноярский край — 12 чел. (37,5 %) |
| 251 | Берберы                       | | 31               | 0,000   | С-Петербург — 5 чел. (16,1 %); Ленинградская область — 5 чел. (16,1 %); Москва — 4 чел. (12,9 %); Краснодарский край — 4 чел. (12,9 %) |
| 252 | Новозеландцы                  | | 25               | 0,000   | Москва — 9 чел. (36,0 %); Сахалинская область — 5 чел. (20,0 %) |
| 253 | Угандийцы                     | | 25               | 0,000   | Рязанская область — 5 чел. (20,0 %); Новгородская область — 4 чел. (16,0 %) и т. д. |
| 254 | Чамалалы                      | | 24               | 0,000   | Дагестан — 16 чел. (66,7 %) |
| 255 | Уругвайцы                     | | 19               | 0,000   | Москва — 15 чел. (78,9 %) |
| 256 | Малавийцы                     | | 18               | 0,000   | Рязанская область — 8 чел. (44,4 %); С-Петербург — 3 чел. (16,7 %); Нижегородская область — 3 чел. (16,7 %) ; Новгородская область — 3 чел. (16,7 %) |
| 257 | Карагаши                      | | 16               | 0,000   | Астраханская область — 12 чел. (75,0 %) |
| 258 | Ботсванцы                     | | 16               | 0,000   | Ростовская область — 7 чел. (43,8 %); Рязанская область — 3 чел. (18,8 %) |
| 259 | Доминиканцы                   | | 16               | 0,000   | Москва — 6 чел. (37,5 %); Тульская область — 4 чел. (25,0 %) |
| 260 | Костариканцы                  | | 16               | 0,000   | Москва — 8 чел. (50,0 %); С-Петербург — 3 чел. (18,8 %) |
| 261 | Пуэрториканцы                 | | 16               | 0,000   | Дагестан — 6 чел. (37,5 %); Москва — 4 чел. (25,0 %) |
| 262 | Гаитяне                       | | 15               | 0,000   | Москва — 5 чел. (33,3 %); Ставропольский край — 3 чел. (20,0 %) |
| 263 | Маньчжуры                     | | 15               | 0,000   | Новосибирская область — 3 чел. (20,0 %) и т. д. |
| 264 | Панамцы                       | | 15               | 0,000   | Москва — 3 чел. (20,0 %) и т. д. |
| 265 | Дауры                         | | 14               | 0,000   | Свердловская область — 6 чел. (42,9 %); Новосибирская область — 4 чел. (28,6 %); Бурятия — 3 чел. (21,4 %) |
| 266 | Габонцы                       | | 13               | 0,000   | Ивановская область — 5 чел. (38,5 %); Москва — 4 чел. (30,8 %); Бурятия — 3 чел. (21,4 %) |
| 267 | Кабоверденцы                  | | 13               | 0,000   | Ростовская область — 7 чел. (53,8 %); Воронежская область — 4 чел. (30,8 %) |
| 268 | Нигерцы                       | | 13               | 0,000   | Москва — 7 чел. (53,8 %) |
| 269 | Арчинцы                       | | 12               | 0,000   | Дагестан — 6 чел. (50,0 %); Москва — 5 чел. (14,7 %) |
| 270 | Гватемальцы                   | | 11               | 0,000   | Москва — 5 чел. (45,5 %) и т. д. |
| 271 | Бисау-гвинейцы                | | 10               | 0,000   | Рязанская область — 3 чел. (30,0 %) и т. д. |
| 272 | Исландцы                      | | 10               | 0,000   | Москва — 4 чел. (40,0 %) и т. д. |
| 273 | Буркинабцы                    | | 9                | 0,000   | Москва — 2 чел. (22,2 %), Московская область — 2 чел. (22,2 %) и т. д. |
| 274 | Ямайцы                        | | 9                | 0,000   | С-Петербург — 5 чел. (55,6 %) |
| 275 | Эритрейцы                     | | 8                | 0,000   | Северная Осетия — 3 чел. (37,5 %); Пермский край — 3 чел. (37,5 %) |
| 276 | Кайтагцы                      | | 7                | 0,000   | Дагестан — 4 чел. (57,1 %) |
| 277 | Астраханские татары           | | 7                | 0,000   | Астраханская область — 0 чел.; Красноярский край — 6 чел. (85,7 %) |
| 278 | Полинезийцы                   | | 7                | 0,000   | Ростовская область — 3 чел. (42,9 %) |
| 279 | Тоголезцы                     | | 7                | 0,000   | Московская область — 3 чел. (42,9 %) |
| 280 | Черкесогаи                    | | 6                | 0,000   | Краснодарский край — 5 чел. (83,3 %) |
| 281 | Баски                         | | 6                | 0,000   | Хакасия — 2 чел. (33,3 %) и т. д. |
| 282 | Багулалы                      | | 5                | 0,000   | Москва — 5 чел. (100,0 %) |
| 283 | Гондурасцы                    | | 5                | 0,000   | |
| 284 | Сьерралеонцы                  | | 5                | 0,000   | |
| 285 | Кереки                        | | 4                | 0,000   | Чукотский АО — 1 чел. (25,0 %) |
| 286 | Меннониты                     | | 4                | 0,000   | Красноярский край — 4 чел. (100,0 %) |
| 287 | Парагвайцы                    | | 4                | 0,000   | Москва — 4 чел. (100,0 %) |
| 289 | Гамбийцы                      | | 3                | 0,000   | Москва — 2 чел. (66,7 %) |
| 290 | Люксембуржцы                  | | 3                | 0,000   | |
| 290 | Монегаски                     | | 3                | 0,000   | Карачаево-Черкесия — 2 чел. (66,7 %) |
| 291 | Сальвадорцы                   | | 3                | 0,000   | Москва — 2 чел. (66,7 %) |
| 292 | Экваторианцы                  | | 3                | 0,000   | Белгородская область — 2 чел. (66,7 %) |
| 293 | Камасинцы                     | | 2                | 0,000   | Красноярский край — 2 чел. (100,0 %) |
| 294 | Греки-урумы                   | | 1                | 0,000   | Белгородская область — 1 чел. (100,0 %) |
| 295 | Юги                           | | 1                | 0,000   | Красноярский край — 1 чел. (100,0 %) |
| 296 | Джекцы                        | | 1                | 0,000   | Красноярский край — 1 чел. (100,0 %) |
| 297 | Джибутинцы                    | | 1                | 0,000   | Ростовская область — 1 чел. (100,0 %) |
| 298 | Коморцы                       | | 1                | 0,000   | Москва — 1 чел. (100,0 %) |
| 299 | Лесотцы                       | | 1                | 0,000   | Москва — 1 чел. (100,0 %) |
| 300 | Либерийцы                     | | 1                | 0,000   | Краснодарский край — 1 чел. (100,0 %) |
| 301 | Лихтенштейнцы                 | | 1                | 0,000   | Кировская область — 1 чел. (100,0 %) |
| 302 | Сантомийцы                    | | 1                | 0,000   | Московская область — 1 чел. (100,0 %) |
| 303 | Сибо                          | | 1                | 0,000   | Брянская область — 1 чел. (100,0 %) |
| 304 | Тонганцы                      | | 1                | 0,000   | Воронежская область — 1 чел. (100,0 %) |
| …   | прочие                        | | 17 509           | 0,013   | |
| …   | указавшие национальность      | | 137 227 107      | 100,000 | |
| …   | не указавшие национальность   | | 5 629 429        | 3,941   | |
| …   | ВСЕГО, РФ                     | | 142 856 536      |         | |

## Расселение народов России по субъектам РФ (на 2002 год)
| №   | Национальная принадлежность   | в том числе                                    | Численность чел. | %       | Основные регионы расселения — численность народа в субъекте РФ (% от общей численности народа в России) |
| --- | ----------------------------- | ---------------------------------------------- | ---------------- | ------- | --- |
| 1   | Русские                       | казаки, поморы                                 | 115 889 107      | 80,643  | все субъекты РФ (Москва — 8 808 009 чел. (7,6 % от общей численности в РФ); Московская область — 6 022 763 чел. (5,2 %); Краснодарский край — 4 436 272 чел. (3,8 %); Свердловская область — 4 002 974 чел. (3,5 %); С-Петербург — 3 949 623 чел. (3,4 %); Ростовская область — 3 934 835 чел. (3,4 %) и т. д.) |
| 2   | Татары                        | кряшены, сибирские татары, астраханские татары | 5 554 601        | 3,865   | Татарстан — 2 000 116 чел. (36,0 %); Башкортостан — 990 702 чел. (17,8 %); Тюменская область — 242 352 чел. (4,4 %) (ХМАО — 107 637 чел. (1,9 %)); Челябинская область — 205 087 чел. (3,7 %); Ульяновская область — 168 766 чел. (3,0 %); Свердловская область — 168 163 чел. (3,0 %); Москва — 166 083 чел. (3,0 %); Оренбургская область — 165 967 чел. (3,0 %); Пермский край — 136 597 чел. (2,5 %); Самарская область — 127 931 чел. (2,3 %); Удмуртия — 109 218 чел. (2,0 %); Пензенская область — 86 805 чел. (1,6 %); Астраханская область — 70 590 чел. (1,3 %) и т. д. |
| 3   | Украинцы                      |                                                | 2 942 961        | 2,048   | Москва — 253 644 чел. (8,6 %); Тюменская область — 211 372 чел. (7,2 %) (ХМАО — 123 238 чел. (4,2 %)); Московская область — 147 808 чел. (5,0 %); Краснодарский край — 131 774 чел. (4,5 %); Ростовская область — 118 486 чел. (4,0 %); Приморский край — 94 058 чел. (3,2 %); С-Петербург — 87 119 чел. (1,9 %) и т. д. |
| 4   | Башкиры                       |                                                | 1 673 389        | 1,164   | Башкортостан — 1 221 302 чел. (73,0 %); Челябинская область — 166 372 чел. (9,9 %); Оренбургская область — 52 685 чел. (3,1 %); Тюменская область — 45 575 чел. (2,7 %) (ХМАО — 35 807 чел. (2,1 %)); Пермский край — 40 740 чел. (2,4 %); Свердловская область — 37 296 чел. (2,2 %) |
| 5   | Чуваши                        |                                                | 1 637 094        | 1,139   | Чувашия — 889 268 чел. (54,3 %); Татарстан — 126 532 чел. (7,7 %); Башкортостан — 117 317 чел. (7,2 %); Ульяновская область — 111 316 чел. (6,8 %); Самарская область — 101 358 чел. (6,2 %) |
| 6   | Чеченцы                       | чеченцы-аккинцы                                | 1 360 253        | 0,947   | Чечня — 1 031 647 чел. (75,8 %); Ингушетия — 95 403 чел. (7,0 %); Дагестан — 87 867 чел. (6,5 %) |
| 7   | Армяне                        |                                                | 1 130 491        | 0,787   | Краснодарский край — 274 566 чел. (24,3 %); Ставропольский край — 149 249 чел. (13,2 %); Москва — 124 425 чел. (11,0 %); Ростовская область — 109 994 чел. (9,7 %); Московская область — 39 660 чел. (3,5 %) и т. д. |
| 8   | Мордва                        | мордва-мокша, мордва-эрзя                      | 843 350          | 0,587   | Мордовия — 283 861 чел. (33,7 %); Самарская область — 86 000 чел. (10,2 %); Пензенская область — 70 339 чел. (8,3 %); Оренбургская область — 52 458 чел. (6,2 %); Ульяновская область — 50 229 чел. (6,0 %) |
| 9   | Аварцы                        | андо-цезские народности и арчинцы              | 814 473          | 0,567   | Дагестан — 758 438 чел. (93,1 %); Ставропольский край — 7167 чел. (0,9 %); Москва — 4950 чел. (0,6 %) |
| 10  | Белорусы                      |                                                | 807 970          | 0,562   | Москва — 59 353 чел. (7,3 %); С-Петербург — 54 484 чел. (6,7 %); Калининградская область — 50 748 чел. (6,3 %); Московская область — 42 212 чел. (5,2 %); Карелия — 37 681 чел. (4,7 %); Тюменская область — 35 996 чел. (4,5 %) (ХМАО — 20 518 чел. (2,5 %)) ; Ростовская область — 26 604 чел. (3,3 %); Ленинградская область — 26 290 чел. (3,3 %) |
| 11  | Казахи                        |                                                | 653 962          | 0,455   | Астраханская область — 142 633 чел. (21,8 %); Оренбургская область — 125 568 чел. (19,2 %); Омская область — 81 618 чел. (12,5 %); Саратовская область — 78 320 чел. (12,0 %); Волгоградская область — 45 301 чел. (6,9 %); Челябинская область — 36 219 (5,5 %) |
| 12  | Удмурты                       |                                                | 636 906          | 0,443   | Удмуртия — 460 584 чел. (72,3 %); Пермский край — 26 272 чел. (4,1 %); Татарстан — 24 207 чел. (3,8 %); Башкортостан — 22 625 чел. (3,6 %); Кировская область — 17 952 чел. (2,8 %); Свердловская область — 17 903 чел. (2,8 %) |
| 13  | Азербайджанцы                 |                                                | 621 840          | 0,433   | Дагестан — 111 656 чел. (18,0 %); Москва — 95 563 чел. (15,4 %); Тюменская область — 42 359 чел. (6,8 %); Красноярский край — 19 447 чел. (3,1 %); С-Петербург — 16 613 чел. (2,7 %); Ростовская область — 16 498 чел. (2,7 %); Саратовская область — 16 417 чел. (2,6 %) и т. д. |
| 14  | Марийцы                       | горные марийцы, лугово-восточные марийцы       | 604 298          | 0,421   | Марий Эл — 312 178 чел. (51,7 %); Башкортостан — 105 829 чел. (17,5 %); Кировская область — 38 930 чел. (6,4 %); Свердловская область — 27 863 чел. (4,6 %); Татарстан — 18 787 чел. (3,1 %) |
| 15  | Немцы                         |                                                | 597 212          | 0,416   | Алтайский край — 79 502 чел. (13,3 %); Омская область — 76 334 чел. (12,8 %); Новосибирская область — 47 275 чел. (7,9 %); Красноярский край — 36 850 чел. (6,2 %); Кемеровская область — 35 965 чел. (6,0 %); Челябинская область — 28 457 чел. (4,8 %); Тюменская область — 27 196 чел. (4,6 %); Свердловская область — 22 540 чел. (3,8 %) |
| 16  | Кабардинцы                    |                                                | 519 958          | 0,362   | Кабардино-Балкария — 498 702 чел. (95,9 %); Ставропольский край — 6619 чел. (1,3 %); Северная Осетия-Алания — 2902 чел. (0,6 %) |
| 17  | Осетины                       | дигорон (дигорцы), ирон (иронцы)               | 514 875          | 0,358   | Северная Осетия-Алания — 445 310 чел. (85,6 %); Москва — 10 561 чел. (2,1 %); Кабардино-Балкария — 9845 чел. (1,9 %); Ставропольский край — 7772 чел. (1,5 %); Краснодарский край — 4133 чел. (0,8 %); Карачаево-Черкесия — 3333 чел. (0,6 %) |
| 18  | Даргинцы                      | кайтагцы, кубачинцы                            | 510 156          | 0,355   | Дагестан — 425 526 чел. (83,4 %); Ставропольский край — 40 218 чел. (7,9 %); Калмыкия — 7295 чел. (1,4 %); Ростовская область — 6735 чел. (1,3 %); Астраханская область — 3550 чел. (0,7 %), Москва — 2898 чел. (0,6 %) |
| 19  | Буряты                        |                                                | 445 175          | 0,310   | Бурятия — 272 910 чел. (61,3 %); Иркутская область — 80 565 чел. (18,1 %); Забайкальский край — 70 457 чел. (15,8 %); Якутия (Саха) — 7266 чел. (1,6 %) |
| 20  | Якуты (саха)                  |                                                | 443 852          | 0,309   | Якутия (Саха) — 432 290 чел. (97,4 %); Хабаровский край — 1454 чел. (0,3 %); Москва — 1448 чел. (0,3 %); Красноярский край — 1368 чел. (0,3 %) |
| 21  | Кумыки                        |                                                | 422 409          | 0,294   | Дагестан — 365 804 чел. (86,6 %); Северная Осетия-Алания — 12 659 чел. (3,0 %); Тюменская область — 12 343 чел. (2,9 %) (ХМАО — 9554 чел. (2,3 %); ЯНАО — 2613 чел. (0,6 %)); Чечня — 8 883 чел. (2,1 %); Ставропольский край — 5744 чел. (1,4 %); Москва — 1615 чел. (0,4 %) |
| 22  | Ингуши                        |                                                | 413 016          | 0,287   | Ингушетия — 361 057 чел. (87,4 %); Северная Осетия-Алания — 21 442 чел. (5,2 %); Москва — 4050 чел. (1,0 %), Чечня — 2914 чел. (0,7 %) |
| 23  | Лезгины                       |                                                | 411 535          | 0,286   | Дагестан — 336 698 чел. (81,8 %); Тюменская область — 10 631 чел. (2,6 %) (ХМАО — 8580 чел. (2,1 %)); Ставропольский край — 6558 чел. (1,6 %); Саратовская область — 5308 чел. (1,3 %); Москва — 4475 чел. (1,1 %) |
| 24  | Коми                          | коми-ижемцы                                    | 293 406          | 0,204   | Республика Коми — 256 464 чел. (87,4 %); Тюменская область — 10 555 чел. (3,6 %) (ЯНАО — 6177 чел. (2,1 %); ХМАО — 3081 чел. (1,1 %)); Архангельская область — 5745 чел. (2,0 %) (Ненецкий АО — 4510 чел. (1,5 %)); Мурманская область — 2177 чел. (0,7 %) |
| 25  | Тувинцы (тыва)                | тоджинцы                                       | 243 442          | 0,169   | Тыва — 235 313 чел. (96,7 %); Красноярский край — 1492 чел. (0,6 %) |
| 26  | Евреи                         |                                                | 229 938          | 0,160   | Москва — 79 359 чел. (34,5 %); С-Петербург — 36 570 чел. (15,9 %); Московская область — 9899 чел. (4,3 %); Свердловская область — 6810 чел. (3,0 %); Самарская область — 6384 чел. (2,8 %); Нижегородская область — 5312 чел. (2,3 %); … ; Еврейская автономная область — 2327 чел. (1,0 %) и т. д. |
| 27  | Грузины                       | аджарцы, ингилойцы, лазы, мегрелы, сваны       | 197 934          | 0,138   | Москва — 54 387 чел. (27,5 %); Краснодарский край — 20 500 чел. (10,4 %); Северная Осетия-Алания — 10 803 чел. (5,5 %); Ростовская область — 10 636 чел. (5,4 %); С-Петербург — 10 104 чел. (5,1 %); Московская область — 9888 чел. (5,0 %); Ставропольский край — 8764 чел. (4,4 %) |
| 28  | Карачаевцы                    |                                                | 192 182          | 0,134   | Карачаево-Черкесия — 169 198 чел. (88,0 %); Ставропольский край — 15 146 чел. (7,9 %); Кабардино-Балкария — 1272 чел. (0,7 %) |
| 29  | Цыгане                        |                                                | 182 766          | 0,127   | Ставропольский край — 19 094 чел. (10,4 %); Ростовская область — 15 138 чел. (8,3 %); Краснодарский край — 10 873 чел. (5,9 %); Волгоградская область — 7258 чел. (4,0 %); Самарская область — 5244 чел. (2,9 %); Воронежская область — 4779 чел. (2,6 %); Ленинградская область — 4573 чел. (2,5 %); Тверская область — 4553 чел. (2,5 %) и т. д. |
| 30  | Калмыки                       |                                                | 173 996          | 0,121   | Калмыкия — 155 938 чел. (89,6 %); Астраханская область — 7162 чел. (4,1 %); Москва — 2047 (1,2 %); Волгоградская область — 1617 чел. (0,9 %); Ростовская область — 936 чел. (0,5 %) |
| 31  | Молдаване                     |                                                | 172 330          | 0,120   | Москва — 36 570 чел. (21,2 %); Тюменская область — 17 938 чел. (10,4 %) (ХМАО — 10 861 чел. (6,3 %); ЯНАО — 5400 чел. (3,1 %)); Московская область — 10 418 чел. (6,0 %); Ростовская область — 7599 чел. (4,4 %); Краснодарский край — 6537 чел. (3,8 %); |
| 32  | Лакцы                         |                                                | 156 545          | 0,109   | Дагестан — 139 732 чел. (89,3 %); Ставропольский край — 2561 чел. (1,6 %); Москва — 1834 чел. (1,2 %); Кабардино-Балкария — 1800 чел. (1,1 %) |
| 33  | Корейцы                       |                                                | 148 556          | 0,103   | Сахалинская область — 29 592 чел. (19,9 %); Приморский край — 17 899 чел. (12,0 %); Ростовская область — 11 669 чел. (7,9 %); Хабаровский край — 9519 чел. (6,4 %); Москва — 8630 чел. (5,8 %); Ставропольский край — 7095 чел. (4,8 %); Волгоградская область — 6066 чел. (4,1 %); Кабардино-Балкария — 4722 чел. (3,2 %) |
| 34  | Казаки                        |                                                | 140 028          | 0,097   | Ростовская область — 87 492 чел. (62,5 %); Волгоградская область — 20 648 чел. (14,7 %); Краснодарский край — 17 542 чел. (12,5 %); Ставропольский край — 3902 чел. (2,8 %) |
| 35  | Табасараны                    |                                                | 131 785          | 0,092   | Дагестан — 110 152 чел. (83,6 %); Ставропольский край — 5477 чел. (4,2 %); Ростовская область — 2231 чел. (1,7 %); Краснодарский край — 1331 чел. (1,0 %); Саратовская область — 1276 чел. (1,0 %) |
| 36  | Адыгейцы                      |                                                | 128 528          | 0,089   | Адыгея — 108 115 чел. (84,1 %); Краснодарский край — 15 821 чел. (12,3 %) |
| 37  | Коми-пермяки                  |                                                | 125 235          | 0,087   | Пермский край — 103 505 чел. (82,6 %); Тюменская область — 3397 чел. (2,7 %) (ХМАО — 2704 чел.(2,2 %)); Свердловская область — 1897 чел. (1,5 %); Ростовская область — 1811 чел. (1,4 %); Республика Коми — 1118 чел. (0,9 %) |
| 38  | Узбеки                        |                                                | 122 916          | 0,086   | Москва — 24 312 чел. (19,8 %); Тюменская область — 7730 чел. (6,3 %) (ХМАО — 5182 чел. (4,2 %)); Самарская область — 5438 чел. (4,4 %); Башкортостан — 5145 чел. (4,2 %); Татарстан — 4852 чел. (3,9 %); Московская область — 4183 чел. (3,4 %); Свердловская область — 3836 чел. (3,1 %) |
| 39  | Таджики                       |                                                | 120 136          | 0,084   | Москва — 35 385 чел. (29,5 %); Тюменская область — 7968 чел. (6,6 %) (ХМАО — 5651 чел. (4,7 %)); Свердловская область — 6125 чел. (5,1 %); Челябинская область — 5125 чел. (4,3 %); Самарская область — 4624 чел. (3,8 %); Кемеровская область — 4474 чел. (3,7 %); Татарстан — 3625 чел. (3,0 %) |
| 40  | Балкарцы                      |                                                | 108 426          | 0,075   | Кабардино-Балкария — 104 951 чел. (96,8 %); Ставропольский край — 783 чел. (0,7 %) |
| 41  | Греки                         |                                                | 97 827           | 0,068   | Ставропольский край — 34 078 чел. (34,8 %); Краснодарский край — 26 540 чел. (27,1 %); Москва — 3726 чел. (3,8 %); Ростовская область — 3154 чел. (3,2 %); Северная Осетия-Алания — 2332 чел. (2,4 %) |
| 42  | Карелы                        |                                                | 93 344           | 0,065   | Карелия — 65 651 чел. (70,3 %); Тверская область — 14 633 чел. (15,7 %); Мурманская область — 2203 чел. (2,4 %); С-Петербург — 2142 чел. (2,3 %); Ленинградская область — 2057 чел. (2,2 %) |
| 43  | Турки                         |                                                | 92 415           | 0,064   | Ростовская область — 28 285 чел. (30,6 %); Краснодарский край — 13 496 чел. (14,6 %); Кабардино-Балкария — 8770 чел. (9,5 %); Ставропольский край — 7484 чел. (8,1 %); Волгоградская область — 4049 чел. (4,4 %); Калмыкия — 3224 чел. (3,5 %); Северная Осетия-Алания — 2835 чел. (3,1 %) |
| 44  | Ногайцы                       |                                                | 90 666           | 0,063   | Дагестан — 38 168 чел. (42,1 %); Ставропольский край — 20 680 чел. (22,8 %); Карачаево-Черкесия — 14 873 чел. (16,4 %); Астраханская область — 4570 чел. (5,0 %); Тюменская область — 4272 чел. (4,7 %); Чечня — 3572 чел. (3,9 %) |
| 45  | Мордва-эрзя                   |                                                | 84 407           | 0,059   | Мордовия — 78 963 чел. (92,9 %); Ульяновская область — 2825 чел. (3,3 %) |
| 46  | Хакасы                        |                                                | 75 622           | 0,053   | Хакасия — 65 421 чел. (86,5 %); Красноярский край — 4489 чел. (5,9 %); Тыва — 1219 чел. (1,6 %) |
| 47  | Поляки                        |                                                | 73 001           | 0,051   | Москва — 4456 чел. (6,1 %); С-Петербург — 4451 чел. (6,1 %); Калининградская область — 3918 чел. (5,4 %); Тюменская область — 3427 чел. (5,0 %); Карелия — 3022 чел. (4,1 %); Краснодарский край — 2958 чел. (4,0 %) |
| 48  | Алтайцы                       |                                                | 67 239           | 0,047   | Алтай — 62 192 чел. (92,5 %); Алтайский край — 1880 чел. (2,8 %); Кемеровская область — 528 чел. (0,8 %) |
| 49  | Черкесы                       |                                                | 60 517           | 0,042   | Карачаево-Черкесия — 49 591 чел. (81,9 %); Краснодарский край — 4446 чел. (7,3 %); Ставропольский край — 2097 чел. (3,5 %); Кабардино-Балкария — 725 чел. (1,2 %); Адыгея — 642 чел. (1,1 %) |
| 50  | Лугово-восточные марийцы      |                                                | 56 119           | 0,039   | Марий Эл — 52 696 чел. (93,9 %); Свердловская область — 748 чел. (1,3 %) |
| 51  | Мордва-мокша                  |                                                | 49 624           | 0,035   | Мордовия — 47 406 чел. (95,5 %); Москва — 483 чел. (1,0 %) |
| 52  | Литовцы                       |                                                | 45 569           | 0,032   | Калининградская область — 13 937 чел. (30,6 %); Москва — 2197 чел. (4,8 %); Красноярский край — 2029 чел. (4,5 %); Иркутская область — 1669 чел. (3,7 %); С-Петербург — 1637 чел. (3,6 %); Республика Коми — 1607 чел. (3,5 %); Карелия — 1074 чел. |
| 53  | Ненцы                         |                                                | 41 302           | 0,029   | Тюменская область — 27 965 чел. (67,7 %) (Ямало-Ненецкий АО — 26 435 чел. (64,0 %); Ханты-Мансийский АО — Югра — 1290 чел. (3,1 %)); Архангельская область — 8326 чел. (20,2 %) (Ненецкий АО — 7754 чел. (18,8 %)); Красноярский край — 3188 чел. (7,7 %); Республика Коми — 708 чел. (1,7 %) |
| 54  | Абазины                       |                                                | 37 942           | 0,026   | Карачаево-Черкесия — 32 346 чел. (85,3 %); Ставропольский край — 3300 чел. (8,7 %); Кабардино-Балкария — 514 чел. (1,4 %) |
| 55  | Эвенки                        |                                                | 35 527           | 0,025   | Якутия (Саха) — 18 232 чел. (51,3 %); Красноярский край — 4632 чел. (13,0 %); Хабаровский край — 4533 чел. (12,8 %); Бурятия — 2334 чел. (6,6 %); Амурская область — 1501 чел. (4,2 %); Забайкальский край — 1492 чел. (4,2 %); Иркутская область — 1431 чел. (4,0 %) |
| 56  | Китайцы                       |                                                | 34 577           | 0,024   | Москва — 12 801 чел. (37,0 %); Приморский край — 3840 чел. (11,1 %); Хабаровский край — 3815 чел. (11,0 %); Свердловская область — 2435 (7,0 %); Иркутская область — 1409 (4,1 %); Ростовская область — 1147 чел. (3,3 %) |
| 57  | Финны                         | финны-ингерманландцы                           | 34 050           | 0,024   | Карелия — 14 156 чел. (41,6 %); Ленинградская область — 7930 чел. (23,3 %); С-Петербург — 3980 чел. (11,7 %) |
| 58  | Туркмены                      |                                                | 33 053           | 0,023   | Ставропольский край — 13 937 чел. (42,2 %); Москва — 3526 чел. (10,7 %); Астраханская область — 2154 чел. (6,5 %) |
| 59  | Болгары                       |                                                | 31 965           | 0,022   | Тюменская область — 3430 чел. (10,7 %) (ХМАО — 1783 чел. (5,6 %); ЯНАО — 1025 чел. (3,2 %)); Краснодарский край — 3138 чел. (9,8 %); Москва — 2374 чел. (7,4 %); Московская область — 1511 чел. (4,7 %); Челябинская область — 1284 чел. (4,0 %); Свердловская область — 1183 чел. (3,7 %); Ростовская область — 1074 чел. (3,4 %) |
| 60  | Киргизы                       |                                                | 31 808           | 0,022   | Москва — 4102 чел. (12,9 %); Красноярский край — 3876 чел. (12,2 %); Тюменская область — 3075 чел. (9,7 %) (ХМАО — 2055 чел. (6,5 %); ЯНАО — 572 чел., 1,8 %); Свердловская область — 1 923 чел. (6,0 %); Якутия (Саха) — 1454 чел. (4,6 %); Новосибирская область — 1 423 чел. (4,5 %); Иркутская область — 1 322 чел. (4,2 %); Кемеровская область — 1 281 чел. (4,0 %) |
| 61  | Езиды                         |                                                | 31 273           | 0,022   | Краснодарский край — 4 441 чел. (14,2 %); Нижегородская область — 3 076 чел. (9,8 %); Ярославская область — 2 718 чел. (8,7 %); Ставропольский край — 2 417 чел. (7,7 %); Новосибирская область — 1 987 чел. (6,4 %); Москва — 1 643 чел. (5,3 %); Ростовская область — 1 631 чел. (5,3 %) |
| 62  | Рутульцы                      |                                                | 29 929           | 0,021   | Дагестан — 24 298 чел. (81,2 %); Ставропольский край — 937 чел. (3,1 %); Ростовская область — 914 чел. (3,1 %); Калмыкия — 628 чел. (2,1 %) |
| 63  | Ханты                         |                                                | 28 678           | 0,020   | Тюменская область — 26 694 чел. (93,1 %) (Ханты-Мансийский АО — Югра — 17 128 чел. (59,7 %); Ямало-Ненецкий АО — 8760 чел., 30,9 %); Томская область — 873 чел. (3,0 %) |
| 64  | Латыши                        |                                                | 28 520           | 0,020   | Красноярский край — 3747 чел. (13,1 %); Москва — 2422 чел. (8,5 %); Омская область — 2235 чел. (7,8 %); С-Петербург — 1705 чел. (6,0 %); Башкортостан — 1508 чел. (5,3 %); Московская область — 872 чел. (3,1 %) |
| 65  | Агулы                         |                                                | 28 297           | 0,020   | Дагестан — 23 314 чел. (82,4 %); Ставропольский край — 1476 чел. (5,2 %); Краснодарский край — 357 чел. (1,3 %) |
| 66  | Эстонцы                       |                                                | 28 113           | 0,020   | Красноярский край — 4104 чел. (14,6 %); Омская область — 3025 чел. (10,8 %); С-Петербург — 2256 чел. (8,1 %); Ленинградская область — 1409 чел. (5,0 %); Новосибирская область — 1399 чел. (5,0 %); Москва — 1244 чел. (4,4 %); Краснодарский край — 1138 чел. (4,0 %); Псковская область — 1122 чел. (4,0 %) |
| 67  | Вьетнамцы                     |                                                | 26 206           | 0,018   | Москва — 15 616 чел. (59,6 %); Ставропольский край — 1315 чел. (5,0 %); Башкортостан — 1204 чел. (4,6 %) |
| 68  | Кряшены                       |                                                | 24 668           | 0,017   | Татарстан — 18 760 чел. (76,0 %); Башкортостан — 4510 чел. (18,3 %); Удмуртия — 650 чел. (2,6 %) |
| 69  | Андийцы                       |                                                | 21 808           | 0,015   | Дагестан — 21 270 чел. (97,5 %); Калмыкия — 311 чел. (1,4 %) |
| 70  | Курды                         |                                                | 19 607           | 0,014   | Краснодарский край — 5022 чел. (25,6 %); Адыгея — 3631 чел. (18,5 %); Саратовская область — 2268 чел. (11,6 %); Ставропольский край — 1259 чел. (6,4 %) |
| 71  | Эвены                         |                                                | 19 071           | 0,013   | Якутия (Саха) — 11 657 чел. (61,1 %); Магаданская область — 2527 чел. (13,3 %); Камчатский край — 1779 чел. (9,3 %); Чукотский АО — 1407 чел. (7,4 %); Хабаровский край — 1272 чел. (6,7 %) |
| 72  | Горные марийцы                |                                                | 18 515           | 0,013   | Марий Эл — 17 715 чел. (95,7 %) |
| 73  | Чукчи                         |                                                | 15 767           | 0,011   | Чукотский АО — 12 622 чел. (80,1 %); Камчатский край — 1487 чел. (9,4 %); Якутия (Саха) — 602 чел. (3,8 %); Магаданская область — 248 чел. (1,6 %) |
| 74  | Коми-ижемцы                   |                                                | 15 607           | 0,011   | Республика Коми — 12 689 чел. (81,3 %); Тюменская область — 1743 чел. (11,2 %) (ЯНАО — 1002 чел., 6,4 %; ХМАО — 740 чел., 4,7 %); Мурманская область — 1128 чел. (7,2 %) |
| 75  | Дидойцы                       |                                                | 15 256           | 0,011   | Дагестан — 15 176 чел. (99,5 %) |
| 76  | Шорцы                         |                                                | 13 975           | 0,010   | Кемеровская область — 11 554 чел. (82,7 %); Хакасия — 1078 чел. (7,7 %); Красноярский край — 201 чел. (1,4 %); Алтайский край — 165 чел. (1,2 %); Алтай — 141 чел. (1,0 %) |
| 77  | Ассирийцы                     |                                                | 13 649           | 0,009   | Краснодарский край — 3764 чел. (27,6 %); Москва — 2737 чел. (20,1 %); Ростовская область — 2040 чел. (14,9 %); Ставропольский край — 872 чел. (6,4 %); С-Петербург — 487 чел. (3,6 %) |
| 78  | Гагаузы                       |                                                | 12 210           | 0,008   | Тюменская область — 2 573 чел. (21,1 %) (ХМАО — 1556 чел., 12,7 %; ЯНАО — 857 чел., 7,0 %); Москва — 1001 чел. (8,2 %); Московская область — 677 чел. (5,5 %) |
| 79  | Нанайцы                       |                                                | 12 160           | 0,008   | Хабаровский край — 10 993 чел. (90,4 %); Приморский край — 417 чел. (3,4 %); Сахалинская область — 159 чел. (1,3 %) |
| 80  | Манси                         |                                                | 11 432           | 0,008   | Тюменская область — 10 561 чел. (92,4 %) (Ханты-Мансийский АО — Югра — 9894 чел. (86,6 %); ЯНАО — 171 чел. (1,5 %)); Свердловская область — 259 чел. (2,3 %) |
| 81  | Абхазы                        |                                                | 11 366           | 0,008   | Москва — 3687 чел. (32,4 %); Краснодарский край — 1988 чел. (17,5 %); С-Петербург — 864 чел. (7,6 %); Ростовская область — 689 чел. (6,1 %) |
| 82  | Арабы                         |                                                | 10 630           | 0,007   | Москва — 3663 чел. (34,5 %); С-Петербург — 1115 чел. (10,5 %); Краснодарский край — 665 чел. (6,3 %); Волгоградская область — 534 чел. (5,0 %) |
| 83  | Цахуры                        |                                                | 10 366           | 0,007   | Дагестан — 8 168 чел. (78,8 %); Тюменская область — 243 чел. (2,3 %); Ростовская область — 239 чел. (2,3 %) |
| 84  | Пуштуны (афганцы)             |                                                | 9800             | 0,007   | Москва — 5993 чел. (61,2 %); Ростовская область — 771 чел. (7,9 %) |
| 85  | Сибирские татары              |                                                | 9611             | 0,007   | Тюменская область — 7890 чел. (82,1 %); Курганская область — 1081 чед. (11,2 %) |
| 86  | Нагайбаки                     |                                                | 9600             | 0,007   | Челябинская область — 9087 чел. (94,7 %); Тюменская область — 195 чел. (2,0 %) (ХМАО — 173 чел. (1,8 %)) |
| 87  | Коряки                        |                                                | 8743             | 0,006   | Камчатский край — 7328 чел. (83,8 %); Магаданская область — 888 чел. (10,2 %) |
| 88  | Вепсы                         |                                                | 8240             | 0,006   | Карелия — 4870 чел. (59,1 %); Ленинградская область — 2019 чел. (24,5 %); Вологодская область — 426 чел. (5,2 %); С-Петербург — 318 чел. (3,9 %) |
| 89  | Долганы                       |                                                | 7261             | 0,005   | Красноярский край — 5805 чел. (79,9 %); Якутия (Саха) — 1272 чел. (17,5 %) |
| 90  | Поморы                        |                                                | 6571             | 0,005   | Архангельская область — 6295 чел. (95,8 %); Мурманская область — 127 чел. (1,9 %) |
| 91  | Ахвахцы                       |                                                | 6376             | 0,004   | Дагестан — 6376 чел. (99,8 %) |
| 92  | Бежтинцы                      |                                                | 6198             | 0,004   | Дагестан — 6184 чел. (99,8 %) |
| 93  | Каратинцы                     |                                                | 6052             | 0,004   | Дагестан — 6019 чел. (99,5 %) |
| 94  | Румыны                        |                                                | 5308             | 0,004   | Ростовская область — 458 чел. (8,6 %); Москва — 357 чел. (6,7 %); Тюменская область — 357 чел. (6,7 %); Краснодарский край — 338 чел. (6,4 %) |
| 95  | Нивхи                         |                                                | 5162             | 0,004   | Хабаровский край — 2452 чел. (47,5 %); Сахалинская область — 2450 чел. (47,5 %) |
| 96  | Индийцы (хинди)               |                                                | 4980             | 0,003   | Москва — 2853 чел. (57,3 %); Дагестан — 463 чел. (9,3 %); С-Петербург — 350 чел. (7,0 %); Тверская область — 325 чел. (6,5 %) |
| 97  | Тоджинцы (тыва-тоджинцы)      |                                                | 4442             | 0,003   | Тыва — 4435 чел. (99,8 %) |
| 98  | Селькупы                      |                                                | 4249             | 0,003   | Тюменская область — 1857 чел. (43,7 %) (ЯНАО — 1797 чел. (42,3 %)); Томская область — 1787 чел. (42,1 %); Красноярский край — 412 чел. (9,7 %) |
| 99  | Сербы                         |                                                | 4156             | 0,003   | Москва — 1 568 чел. (37,7 %); Тюменская область — 389 чел. (9,4 %) (ХМАО — 347 чел., 8,3 %); Краснодарский край — 236 чел. (5,7 %); Самарская область — 225 чел. (5,4 %); Московская область — 207 чел. (5,0 %) |
| 100 | Крымские татары               |                                                | 4131             | 0,003   | Краснодарский край — 2609 чел. (63,2 %); Москва — 224 чел. (5,4 %); Кабардино-Балкария — 112 чел. (2,7 %) |
| 101 | Персы                         |                                                | 3821             | 0,003   | Дагестан — 719 чел. (18,8 %); Москва — 653 чел. (17,1 %); Кабардино-Балкария — 511 чел. (13,4 %) |
| 102 | Венгры                        |                                                | 3768             | 0,003   | Москва — 450 чел. (11,9 %); Ростовская область — 250 чел. (6,6 %); Московская область — 186 чел. (4,9 %) |
| 103 | Удины                         |                                                | 3721             | 0,003   | Ростовская область — 1573 чел. (42,3 %); Краснодарский край — 809 чел. (21,7 %); Ставропольский край — 336 чел. (9,0 %); Волгоградская область — 274 чел. (7,4 %) |
| 104 | Горские евреи (таты-иудаисты) |                                                | 3394             | 0,002   | Дагестан — 1066 чел. (31,4 %); Москва — 979 чел. (28,8 %); Кабардино-Балкария — 198 чел. (5,8 %) |
| 105 | Турки-месхетинцы              |                                                | 3257             | 0,002   | Кабардино-Балкария — 2283 чел. (70,1 %); Ростовская область — 327 чел. (10,0 %); Краснодарский край — 116 чел. (3,6 %) |
| 106 | Шапсуги                       |                                                | 3231             | 0,002   | Краснодарский край — 3213 чел. (99,4 %) |
| 107 | Ительмены                     |                                                | 3180             | 0,002   | Камчатский край — 2296 чел. (72,2 %); Магаданская область — 643 чел. (20,2 %) |
| 108 | Бесермяне                     |                                                | 3122             | 0,002   | Удмуртия — 2998 чел. (96,0 %) |
| 109 | Кумандинцы                    |                                                | 3114             | 0,002   | Алтайский край — 1663 чел. (53,4 %); Алтай — 931 чел. (29,9 %); Кемеровская область — 294 чел. (9,4 %) |
| 110 | Ульчи                         |                                                | 2913             | 0,002   | Хабаровский край — 2718 чел. (93,3 %) |
| 111 | Чехи                          |                                                | 2904             | 0,002   | Краснодарский край — 732 чел. (25,2 %); Москва — 238 чел. (8,2 %); Омская область — 192 чел. (6,6 %) |
| 112 | Уйгуры                        |                                                | 2867             | 0,002   | Тюменская область — 188 чел. (6,6 %) (ХМАО — 110 чел., 3,8 %); Москва — 171 чел. (6,0 %); Алтайский край — 167 чел. (5,8 %); Новосибирская область — 143 чел. (5,0 %); Кемеровская область — 125 чел. (4,4 %) |
| 113 | Сойоты                        |                                                | 2769             | 0,002   | Бурятия — 2739 чел. (98,9 %) |
| 114 | Монголы                       |                                                | 2656             | 0,002   | Москва — 549 чел. (20,7 %); Иркутская область — 472 чел. (17,8 %); Бурятия — 322 чел. (12,1 %) |
| 115 | Телеуты                       |                                                | 2650             | 0,002   | Кемеровская область — 2534 чел. (95,6 %) |
| 116 | Талыши                        |                                                | 2548             | 0,002   | Москва — 501 чел. (19,7 %); С-Петербург — 312 чел. (12,2 %); Тюменская область — 297 чел. (11,7 %) (ХМАО — 133 чел., 5,2 %; ЯНАО — 129 чел., 5,1 %); Красноярский край — 122 чел. (4,8 %) |
| 117 | Теленгиты                     |                                                | 2399             | 0,002   | Алтай — 2368 чел. (98,7 %) |
| 118 | Таты                          |                                                | 2303             | 0,002   | Дагестан — 825 чел. (35,8 %); Москва — 621 чел. (27,0 %); Ставропольский край — 253 чел. (11,0 %) |
| 119 | Камчадалы                     |                                                | 2293             | 0,002   | Камчатский край — 1881 чел. (82,0 %); Магаданская область — 314 чел. (13,7 %) |
| 120 | Астраханские татары           |                                                | 2003             | 0,001   | Астраханская область — 1980 чел. (98,9 %) |
| 121 | Саамы                         |                                                | 1991             | 0,001   | Мурманская область — 1769 чел. (88,8 %); С-Петербург — 71 чел. (3,6 %) |
| 122 | Эскимосы                      |                                                | 1750             | 0,001   | Чукотский АО — 1534 чел. (87,7 %); Магаданская область — 26 чел. (1,5 %) |
| 123 | Удэгейцы                      |                                                | 1657             | 0,001   | Приморский край — 918 чел. (55,4 %); Хабаровский край — 613 чел. (37,0 %) |
| 124 | Латгальцы                     |                                                | 1622             | 0,001   | Красноярский край — 807 чел. (49,8 %); Новосибирская область — 250 чел. (15,4 %); Томская область — 157 чел. (9,7 %); Кемеровская область — 129 чел. (8,0 %) |
| 125 | Каракалпаки                   |                                                | 1609             | 0,001   | Волгоградская область — 260 чел. (16,2 %); Москва — 161 чел. (10,0 %); Московская область — 105 чел. (6,5 %) |
| 126 | Тубалары                      |                                                | 1565             | 0,001   | Алтай — 1 533 чел. (98,0 %) |
| 127 | Испанцы                       |                                                | 1547             | 0,001   | Москва — 840 чел. (54,3 %); Московская область — 142 чел. (9,2 %); С-Петербург — 66 чел. (4,3 %); Белгородская область — 65 чел. (4,2 %); Ростовская область — 65 чел. (4,2 %) |
| 128 | Хемшилы                       |                                                | 1542             | 0,001   | Краснодарский край — 1019 чел. (66,1 %); Воронежская область — 281 чел. (18,2 %); Ростовская область — 187 чел. (12,1 %) |
| 129 | Юкагиры                       |                                                | 1509             | 0,001   | Якутия (Саха) — 1097 чел. (72,7 %); Чукотский АО — 185 чел. (12,3 %); Магаданская область — 79 чел. (5,2 %) |
| 130 | Кеты                          |                                                | 1494             | 0,001   | Красноярский край — 1189 чел. (79,6 %); Томская область — 93 чел. (6,2 %); Тюменская область — 31 чел. (2,1 %) (ЯНАО — 15 чел., 1,0 %; ХМАО — 14 чел., 0,9 %) |
| 131 | Американцы США                |                                                | 1275             | 0,001   | Москва — 457 чел. (35,8 %); С-Петербург — 135 чел. (10,6 %); Новосибирская область — 69 чел. (5,4 %) |
| 132 | Чуванцы                       |                                                | 1087             | 0,001   | Чукотский АО — 951 чел. (87,5 %); Магаданская область — 39 чел. (3,6 %) |
| 133 | Гунзибцы                      |                                                | 998              | 0,001   | Дагестан — 972 чел. (97,4 %) |
| 134 | Итальянцы                     |                                                | 862              | 0,001   | Москва — 318 чел. (36,9 %); С-Петербург — 88 чел. (10,2 %) |
| 135 | Челканцы                      |                                                | 855              | 0,001   | Алтай — 830 чел. (97,1 %) |
| 136 | Тофалары                      |                                                | 837              | 0,001   | Иркутская область — 723 чел. (86,4 %); С-Петербург — 28 чел. (3,3 %) |
| 137 | Японцы                        |                                                | 835              | 0,001   | Сахалинская область — 333 чел. (39,9 %); Москва — 206 чел. (24,7 %); Хабаровский край — 38 чел. (4,6 %); Приморский край — 36 чел. (4,3 %) |
| 138 | Нганасаны                     |                                                | 834              | 0,001   | Красноярский край — 811 чел. (97,2 %) |
| 139 | Французы                      |                                                | 819              | 0,001   | Москва — 352 чел. (43,6 %); С-Петербург — 88 чел. (10,7 %) |
| 140 | Дунгане                       |                                                | 801              | 0,001   | Ингушетия — 207 чел. (25,8 %); Саратовская область — 47 чел. (5,9 %); Алтайский край — 39 чел. (4,9 %); Москва — 37 чел. (4,6 %) |
| 141 | Кубинцы                       |                                                | 707              | 0,000   | Москва — 193 чел. (27,3 %); С-Петербург — 92 чел. (13,0 %); Московская область — 41 чел. (5,8 %) |
| 142 | Орочи                         |                                                | 686              | 0,000   | Хабаровский край — 426 чел. (62,1 %); Магаданская область — 126 чел. (18,4 %); Сахалинская область — 42 чел. (6,1 %); Приморский край — 24 чел. (3,5 %) |
| 143 | Чулымцы                       |                                                | 656              | 0,000   | Томская область — 484 чел. (73,8 %); Красноярский край — 159 чел. (24,2 %) |
| 144 | Осетины-дигорцы               |                                                | 607              | 0,000   | Северная Осетия-Алания — 550 чел. (90,6 %) |
| 145 | Словаки                       |                                                | 568              | 0,000   | Москва — 125 чел. (22,0 %); Московская область — 45 чел. (7,9 %); С-Петербург — 41 чел. (7,2 %) |
| 146 | Негидальцы                    |                                                | 567              | 0,000   | Хабаровский край — 505 чел. (89,1 %); С-Петербург — 18 чел. (3,2 %) |
| 147 | Алеуты                        |                                                | 540              | 0,000   | Камчатский край — 446 чел. (82,6 %); Москва — 11 чел. (2,0 %) |
| 148 | Гинухцы                       |                                                | 531              | 0,000   | Дагестан — 525 чел. (98,9 %) |
| 149 | Англичане                     |                                                | 529              | 0,000   | Москва — 214 чел. (40,4 %); С-Петербург — 65 чел. (12,3 %); Сахалинская область — 39 чел. (7,4 %) |
| 150 | Бенгальцы                     |                                                | 489              | 0,000   | |
| 151 | Среднеазиатские цыгане        |                                                | 486              | 0,000   | Курганская область — 185 чел. (38,1 %); Ульяновская область — 69 чел. (14,2 %); Башкортостан — 46 чел. (9,5 %); Волгоградская область — 45 чел. (9,3 %) |
| 152 | Мегрелы                       |                                                | 433              | 0,000   | Краснодарский край — 93 чел. (21,5 %); Москва — 86 чел. (20,0 %); Ростовская область — 35 чел. (8,1 %); С-Петербург — 30 чел. (6,9 %) |
| 153 | Хорваты                       |                                                | 412              | 0,000   | |
| 154 | Караимы                       |                                                | 366              | 0,000   | Москва — 119 чел. (32,5 %); С-Петербург — 53 чел. (14,5 %); Дагестан — 26 чел. (7,1 %) |
| 155 | Ульта (ороки)                 |                                                | 346              | 0,000   | Сахалинская область — 298 чел. (86,1 %); Хабаровский край — 24 чел. (6,9 %) |
| 156 | Нидерландцы (голландцы)       |                                                | 334              | 0,000   | |
| 157 | Ижорцы                        |                                                | 327              | 0,000   | Ленинградская область — 177 чел. (54,1 %); С-Петербург — 53 чел. (16,2 %); Карелия — 24 чел. (7,3 %) |
| 158 | Финны-ингерманландцы          |                                                | 314              | 0,000   | Карелия — 154 чел. (49,0 %); С-Петербург — 71 чел. (22,6 %); Ленинградская область — 35 чел. (11,1 %) |
| 159 | Шведы                         |                                                | 295              | 0,000   | |
| 160 | Тазы (удэ)                    |                                                | 276              | 0,000   | Приморский край — 256 чел. (92,3 %) |
| 161 | Албанцы                       | арнауты                                        | 272              | 0,000   | |
| 162 | Австрийцы                     |                                                | 261              | 0,000   | |
| 163 | Аджарцы                       |                                                | 252              | 0,000   | Краснодарский край — 84 чел. (33,3 %); Москва — 65 чел. (26,2 %); Ростовская область — 15 чел. (5,6 %) |
| 164 | Энцы                          |                                                | 237              | 0,000   | Красноярский край — 213 чел. (89,9 %) |
| 165 | Лазы                          |                                                | 221              | 0,000   | Краснодарский край — 96 чел. (43,4 %); Ростовская область — 32 чел. (14,5 %); Воронежская область — 32 чел. (14,5 %) |
| 166 | Чеченцы-аккинцы               |                                                | 218              | 0,000   | Дагестан — 116 чел. (53,2 %) |
| 167 | Сету                          |                                                | 197              | 0,000   | Псковская область — 172 чел. (87,2 %) |
| 168 | Среднеазиатские арабы         |                                                | 181              | 0,000   | Тыва — 30 чел. (16,6 %); Москва — 16 чел. (8,8 %); Алтайский край — 15 чел. (8,3 %); Красноярский край — 15 чел. (8,3 %) |
| 169 | Крымчаки                      |                                                | 157              | 0,000   | Краснодарский край — 32 чел. (20,4 %); Москва — 30 чел. (19,1 %); С-Петербург — 22 чел. (14,0 %); Московская область — 15 чел. (10,0 %) |
| 170 | Черногорцы                    |                                                | 131              | 0,000   | |
| 171 | Хваршины                      |                                                | 128              | 0,000   | Дагестан — 107 чел. (83,6 %); Ингушетия — 14 чел. (10,9 %) |
| 172 | Русины                        |                                                | 97               | 0,000   | Москва — 9 чел. (9,3 %); С-Петербург — 8 чел. (8,2 %); Московская область — 8 чел. (8,2 %) |
| 173 | Осетины-иронцы                |                                                | 97               | 0,000   | Северная Осетия-Алания — 31 чел. (32,0 %); Ростовская область — 19 чел. (20,0 %); Дагестан — 8 чел. (8,2 %) |
| 174 | Арчинцы                       |                                                | 89               | 0,000   | Москва — 65 чел. (73,0 %); Дагестан — 7 чел. (7,9 %); С-Петербург — 4 чел. (4,5 %) |
| 175 | Кубачинцы                     |                                                | 88               | 0,000   | Дагестан — 57 чел. (64,8 %); Москва — 9 чел. (10,2 %) |
| 176 | Португальцы                   |                                                | 87               | 0,000   | |
| 177 | Белуджи                       |                                                | 81               | 0,000   | |
| 178 | Водь                          |                                                | 73               | 0,000   | Ленинградская область — 12 чел. (16,4 %); С-Петербург — 12 чел. (16,4 %); Москва — 10 чел. (13,7 %) |
| 179 | Ингилойцы                     |                                                | 63               | 0,000   | Красноярский край — 10 чел. (15,9 %); Республика Коми — 8 чел. (12,7 %); Татарстан — 8 чел. (12,7 %) |
| 180 | Среднеазиатские евреи         |                                                | 54               | 0,000   | Москва — 14 чел. (25,9 %); С-Петербург — 10 чел. (18,5 %) |
| 181 | Греки-урумы                   |                                                | 54               | 0,000   | Оренбургская область — 20 чел. (37,0 %) |
| 182 | Грузинские евреи              |                                                | 53               | 0,000   | Москва — 39 чел. (73,6 %); С-Петербург — 6 чел. (11,3 %) |
| 183 | Тиндалы                       |                                                | 44               | 0,000   | Дагестан — 33 чел. (75,0 %) |
| 184 | Сваны                         |                                                | 41               | 0,000   | Карачаево-Черкесия — 7 чел. (17,1 %); Ставропольский край — 6 чел. (14,6 %); Москва — 4 чел. (9,8 %) |
| 185 | Багулалы                      |                                                | 40               | 0,000   | Дагестан — 18 чел. (45,0 %); С-Петербург — 5 чел. (12,5 %) |
| 186 | Годоберинцы                   |                                                | 39               | 0,000   | Дагестан (по переписи — 2 чел., 5,1 %); Нижегородская область — 10 чел., 25,6 %; Москва — 6 чел., 15,4 % |
| 187 | Рушанцы                       |                                                | 27               | 0,000   | |
| 188 | Баджуйцы                      |                                                | 21               | 0,000   | |
| 189 | Юги                           |                                                | 19               | 0,000   | С-Петербург — 4 чел. (21,0 %); Красноярский край — 3 чел. (15,8 %); Ленинградская область — 3 чел. (15,8 %) |
| 190 | Ботлихцы                      |                                                | 16               | 0,000   | Дагестан (по переписи — 0 %); Московская область — 8 чел. (50,0 %); Ростовская область — 5 чел. (31,2 %) |
| 191 | Шугнанцы                      |                                                | 14               | 0,000   | |
| 192 | Чамалалы                      |                                                | 12               | 0,000   | Дагестан — 3 чел. (25,0 %); Ингушетия — 2 чел. (16,7 %) |
| 193 | Кереки                        |                                                | 8                | 0,000   | Чукотский АО — 3 чел. (37,5 %) |
| 194 | Кайтагцы                      |                                                | 5                | 0,000   | Дагестан — 4 чел. (80,0 %) |
| 194 | Арнауты                       |                                                | 5                | 0,000   | |
| …   | прочие                        |                                                | 40 551           | 0,028   | |
| …   | указавшие национальность      |                                                | 143 705 980      | 100,000 | |
| …   | не указавшие национальность   |                                                | 1 460 751        | 1,006   | Москва — 417 126 чел. (28,6 %); С-Петербург — 367 996 чел. (25,2 %); Московская область — 172 090 чел. (11,8 %); Ленинградская область — 39 028 чел. (2,7 %); |
| …   | ВСЕГО, РФ                     |                                                | 145 166 731      |         | |